# Scuola Grande dei Carmini
La Scuola Grande dei Carmini est un palais de Venise.

## Emplacement
La Scuola Grande dei Carmini est un palais de Venise, situé dans le sestier de Dorsoduro, entre le Campo dei Carmini et le Campo Santa Margherita, où se trouve une courte distance l'Hospice Scrovegni (it) et la Scuola dei Varoteri.
Il abrite l' école homonyme de dévotion et de charité.

## Historique
Fondée en 1594 dans le dogua de Pasquale Cicogna , elle fut la dernière école à être reconnue comme "Grande", tardivement en 1767, par le Conseil des Dix .
Elle était initialement basée dans le complexe du couvent de l'Église Santa Maria dei Carmini, dont la structure existe encore sur le côté ouest du champ homonyme; au VIIe siècle , sur le projet des deux architectes Francesco Cantello et Baldassare Longhena, le grand bâtiment actuel a été construit.
En 1807, la confrérie et l'école ont été supprimées par décret napoléonien. En 1853, l'empire autrichien a accordé la réouverture de l'école, qui continue son activité aujourd'hui, étant le siège d'initiatives culturelles, et d'un musée.

## Les façades
La façade et le porche d'entrée sont de style baroque, est orientés au sud et donnent sur la pointe sud-ouest du Campo Santa Margherita, tandis que la façade ouest, est parallèle à la gauche de la nef de l'église dei Carmini et visible de Campo dei Carmini.
La blancheur des deux façades est due à leur surface en pierre d'Istrie et s'oppose au noir des épaisses balustrades en fer forgé qui ferment toutes les fenêtres du bâtiment.

## L’intérieur
La Scuola dei Carmini contient de nombreuses œuvres d'une valeur artistique importante, en raison de leur présence dans leur emplacement d'origine.

### La chapelle de Notre-Dame du mont Carmel
À l'intérieur de l'école, au rez-de-chaussée, il y a une grande chapelle (Cappella della Madonna del Carmelo) à unique nef, de style baroque, le plafond en boiseries apparentes en est remarquable.
Le maître-autel est dédié à la Madonna del Carmelo, protectrice de la confrérie, le tableau du retable la représente.
La pièce est entièrement décorée de tableaux en grisaille de Niccolò Bambini. Sur le mur de gauche la circoncision de Jésus, entourant l’accès à l'escalier de Baldassare Longhena, la Foi, l'Espérance et la Charité. Sur le mur de droite Le repos de la sainte famille en Egypte et L’Assomption de la Vierge.
De cette pièce, à droite de l'escalier on peut accéder à la sacristie, une petite pièce couverte par une voûte en berceau et embellie par les sièges en bois d'origine.

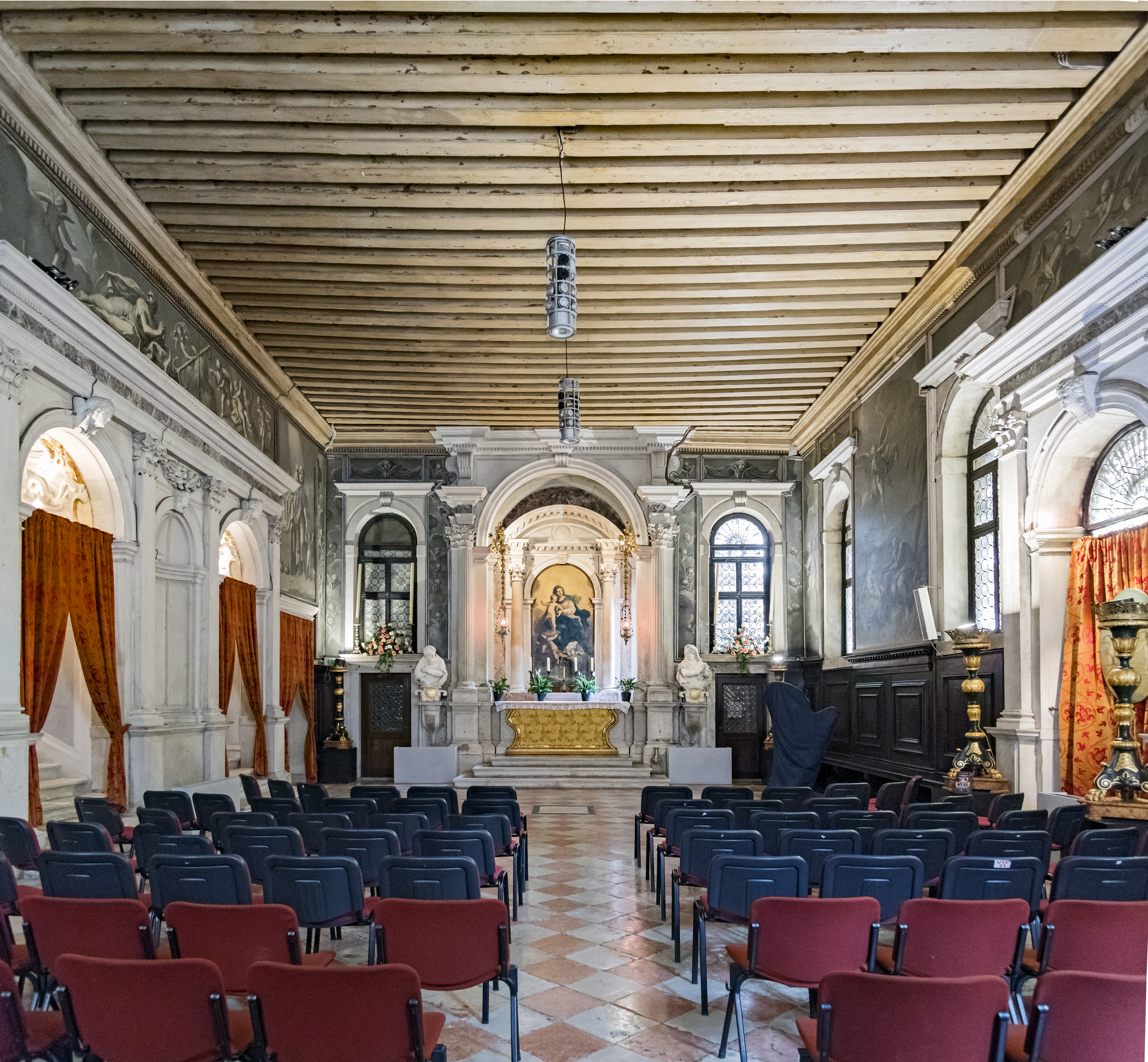
La chapelle de Notre-Dame du Mont Carmel
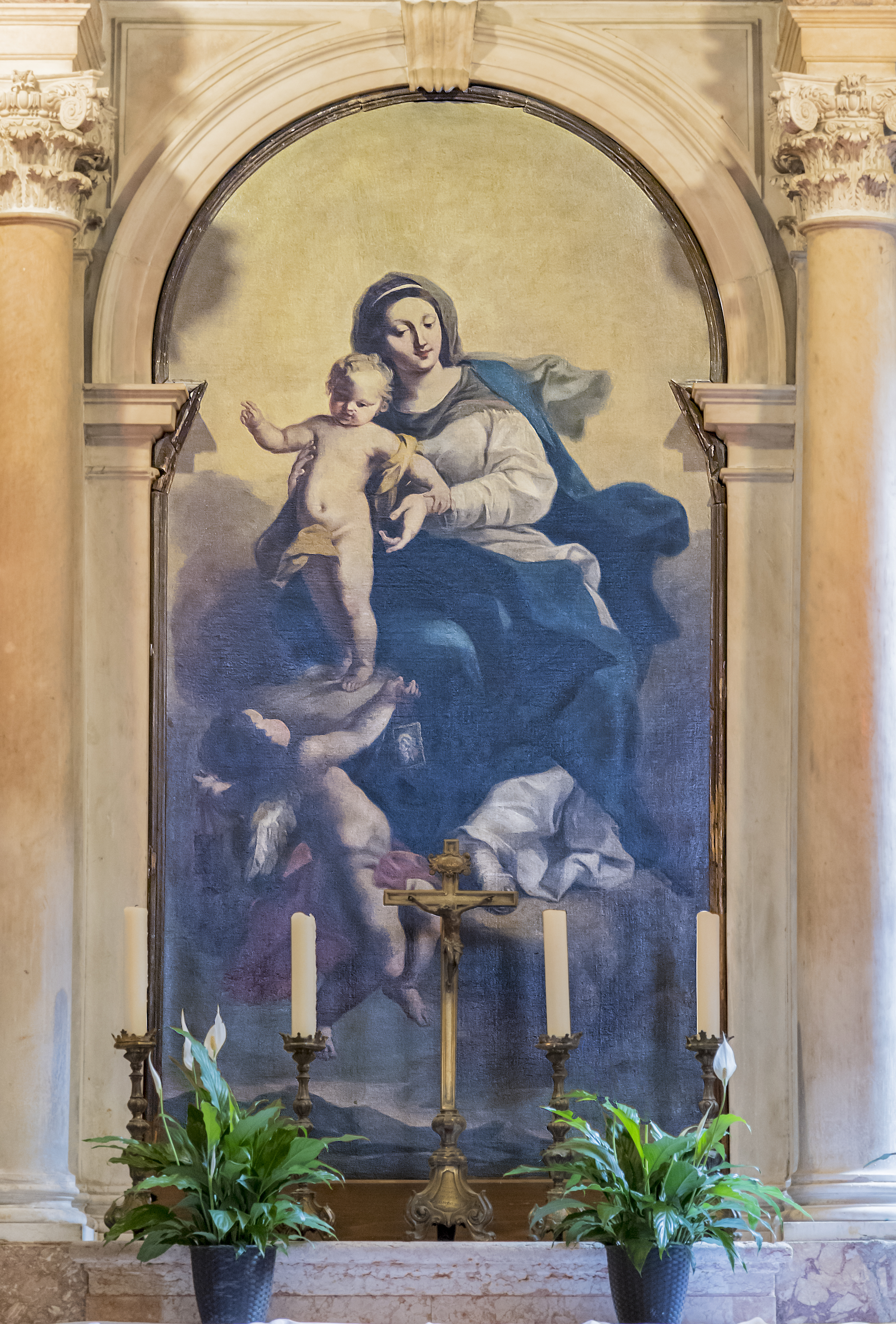
Notre-Dame du Mont Carmel par Sante Piatti
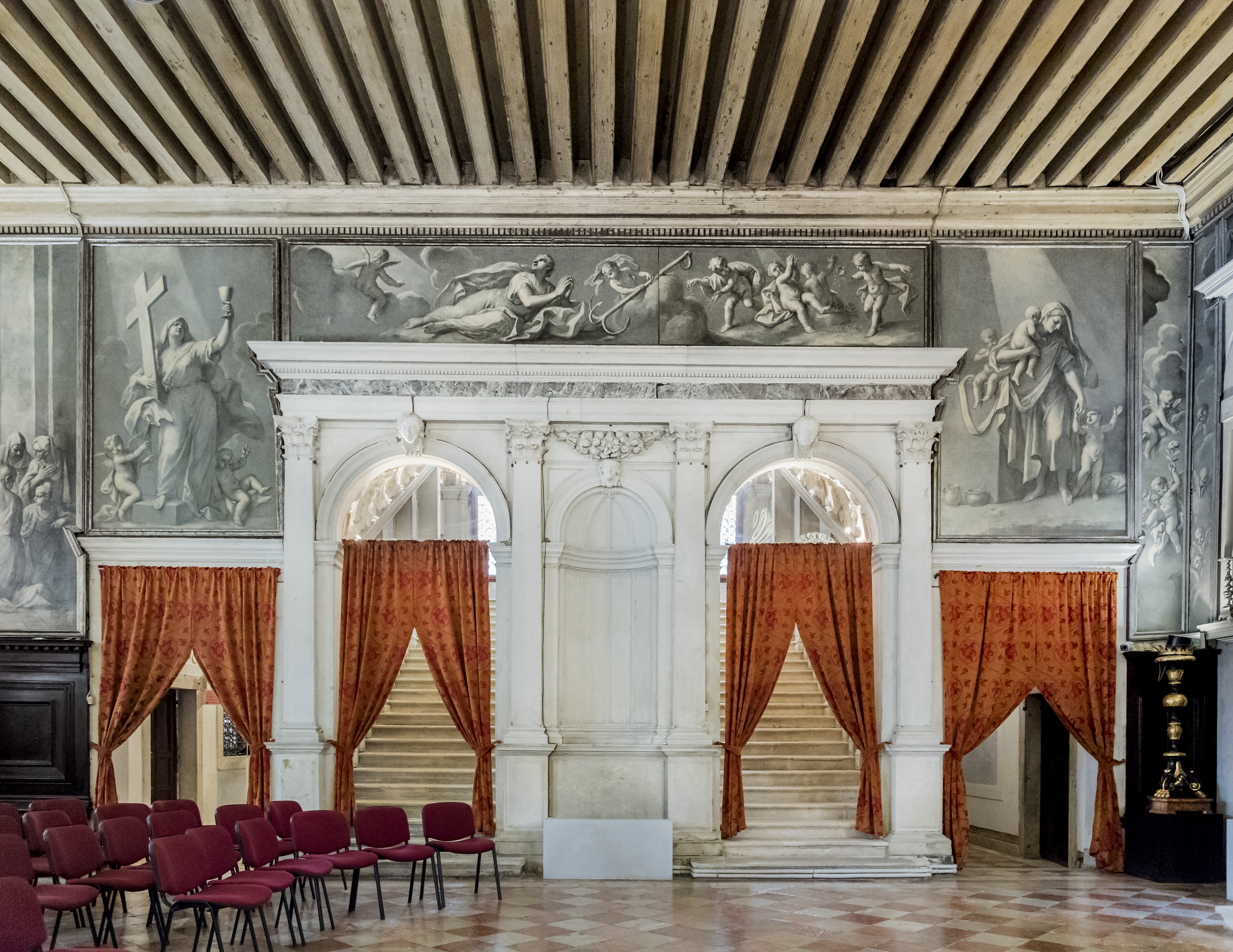
Les escaliers de Baldassare Longhena

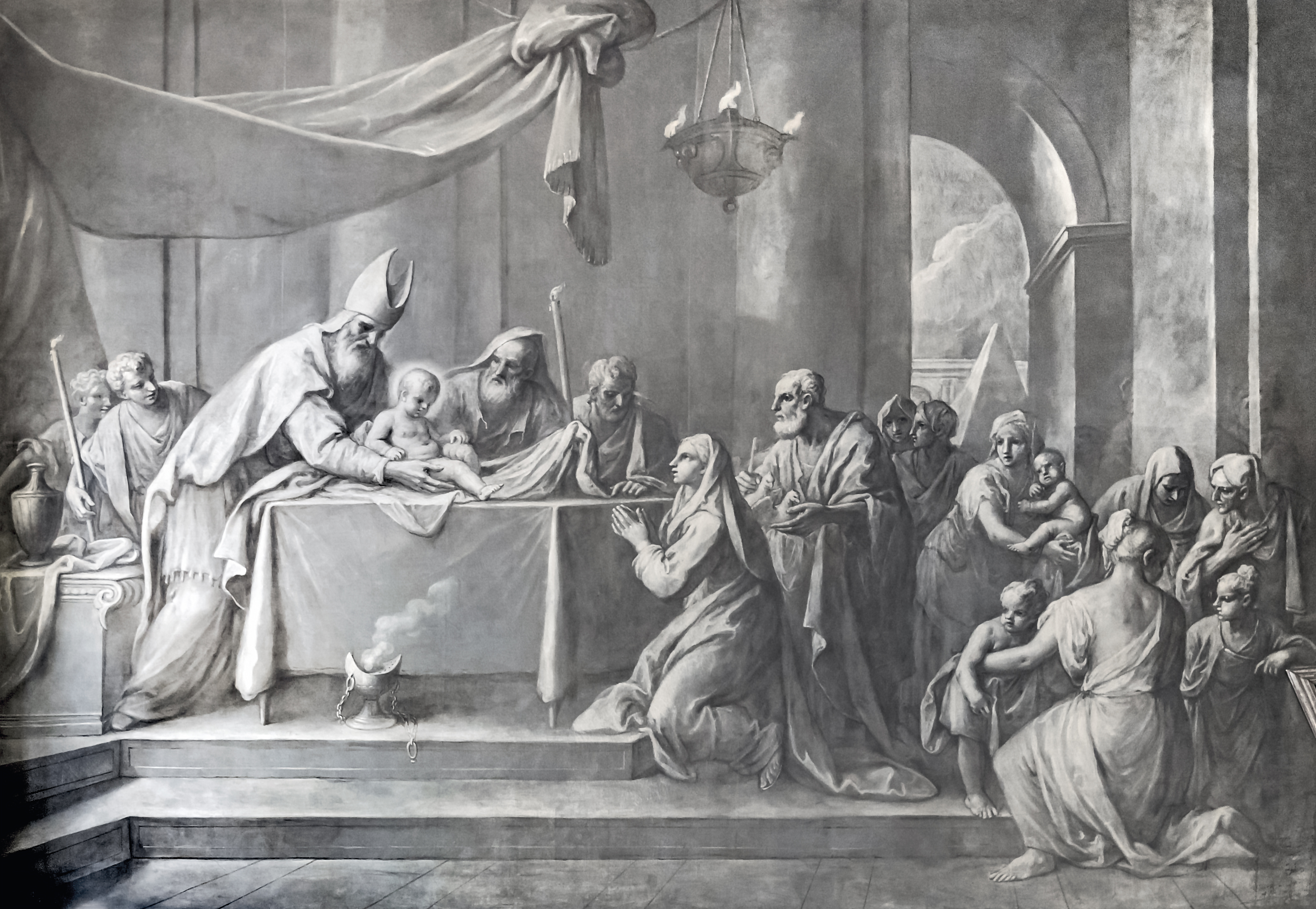
La circoncision de Jésus par Niccolò Bambini
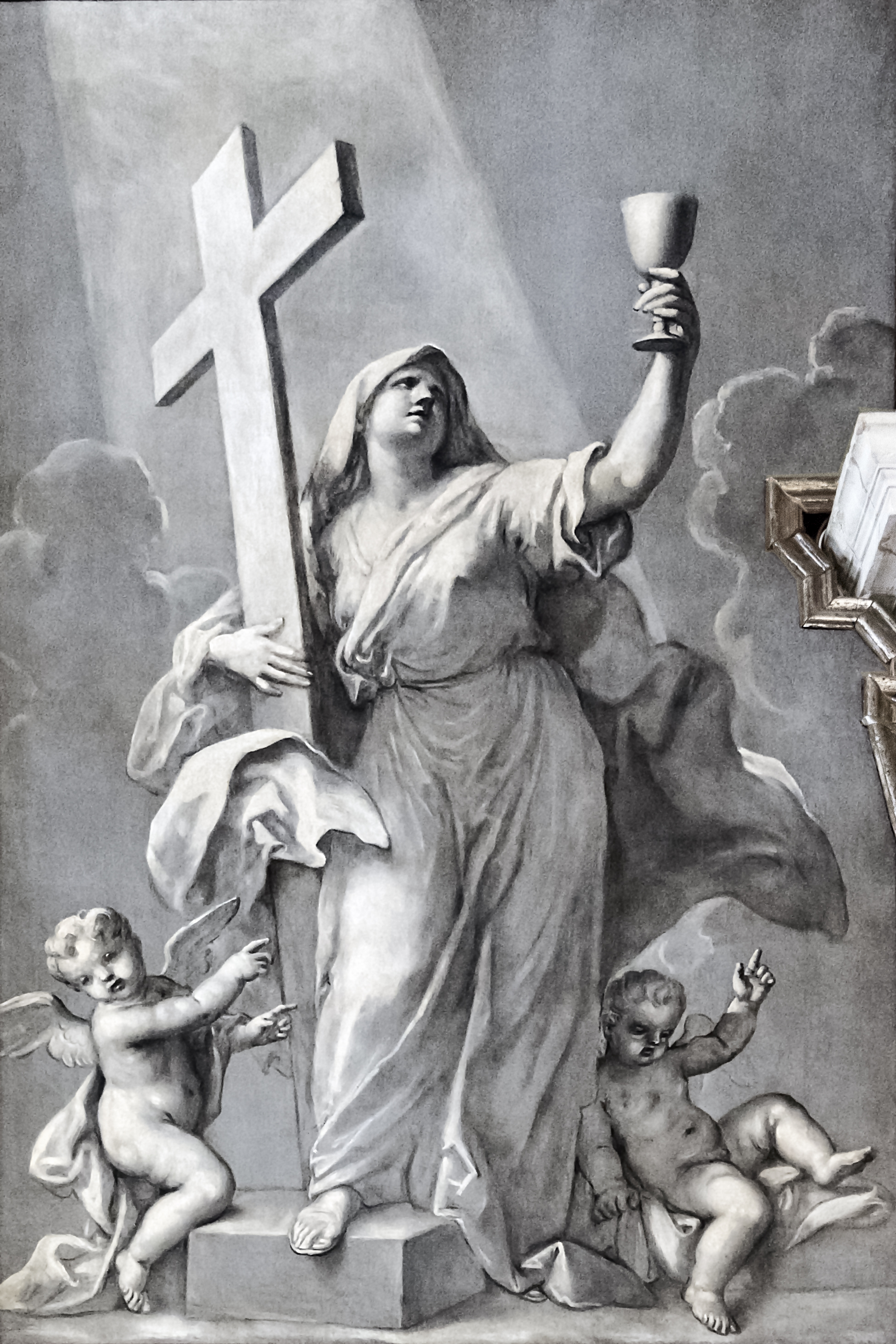
La Foi par Niccolò Bambini
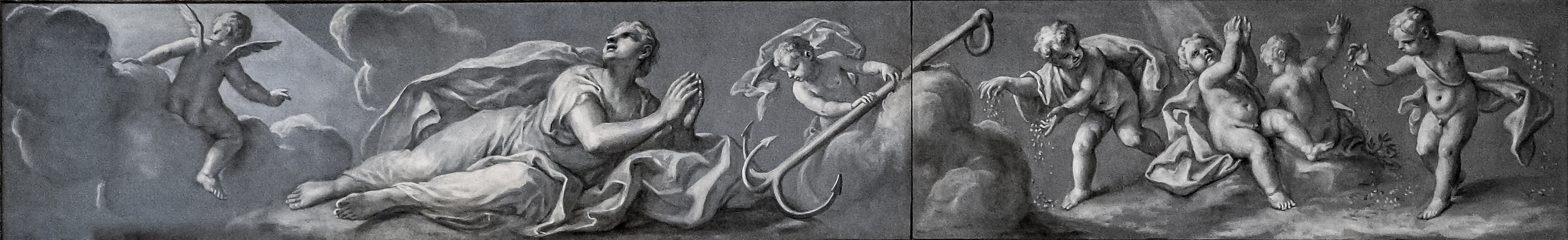
L'Espérence par Niccolò Bambini
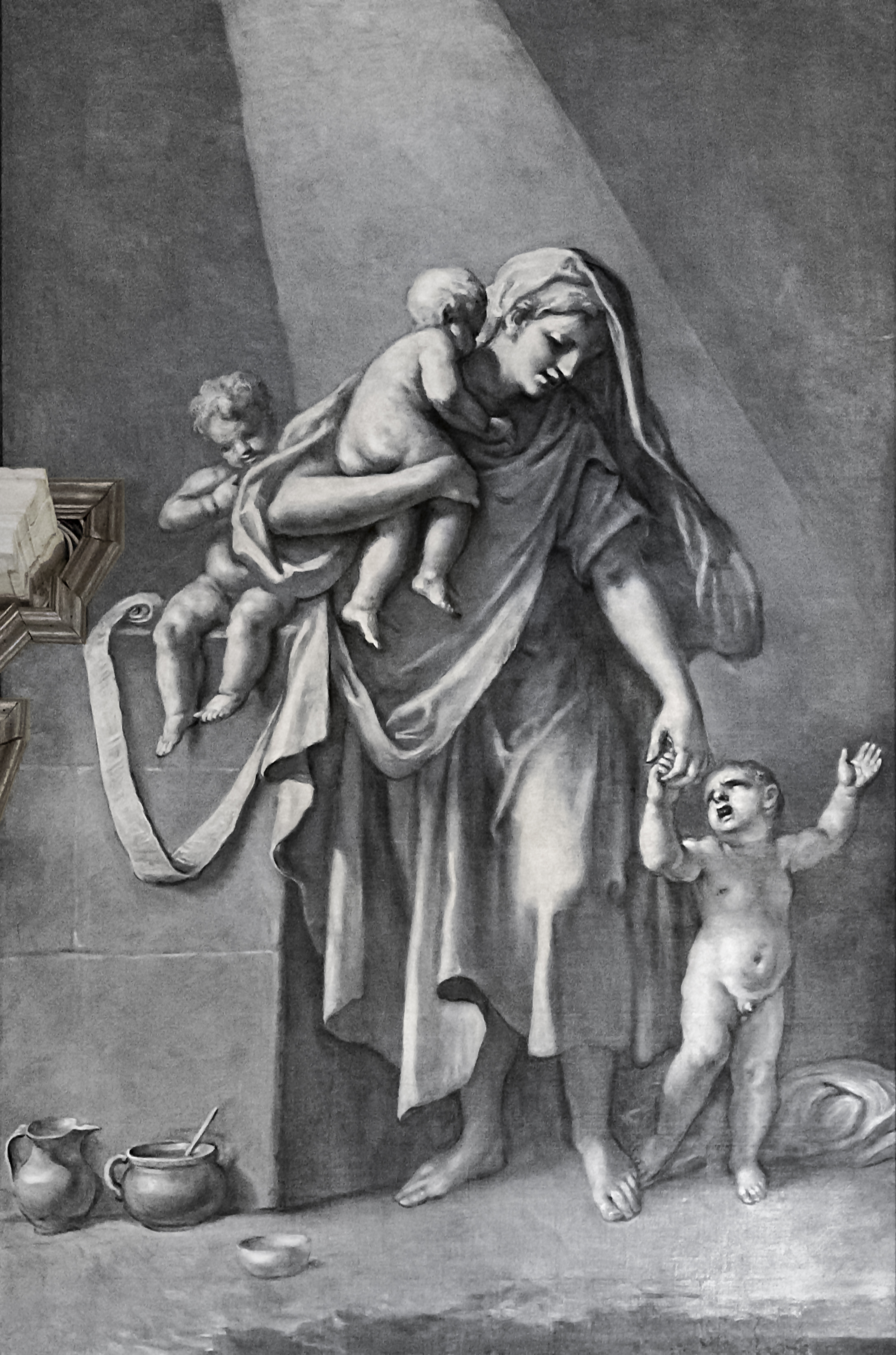
La Charité par Niccolò Bambini
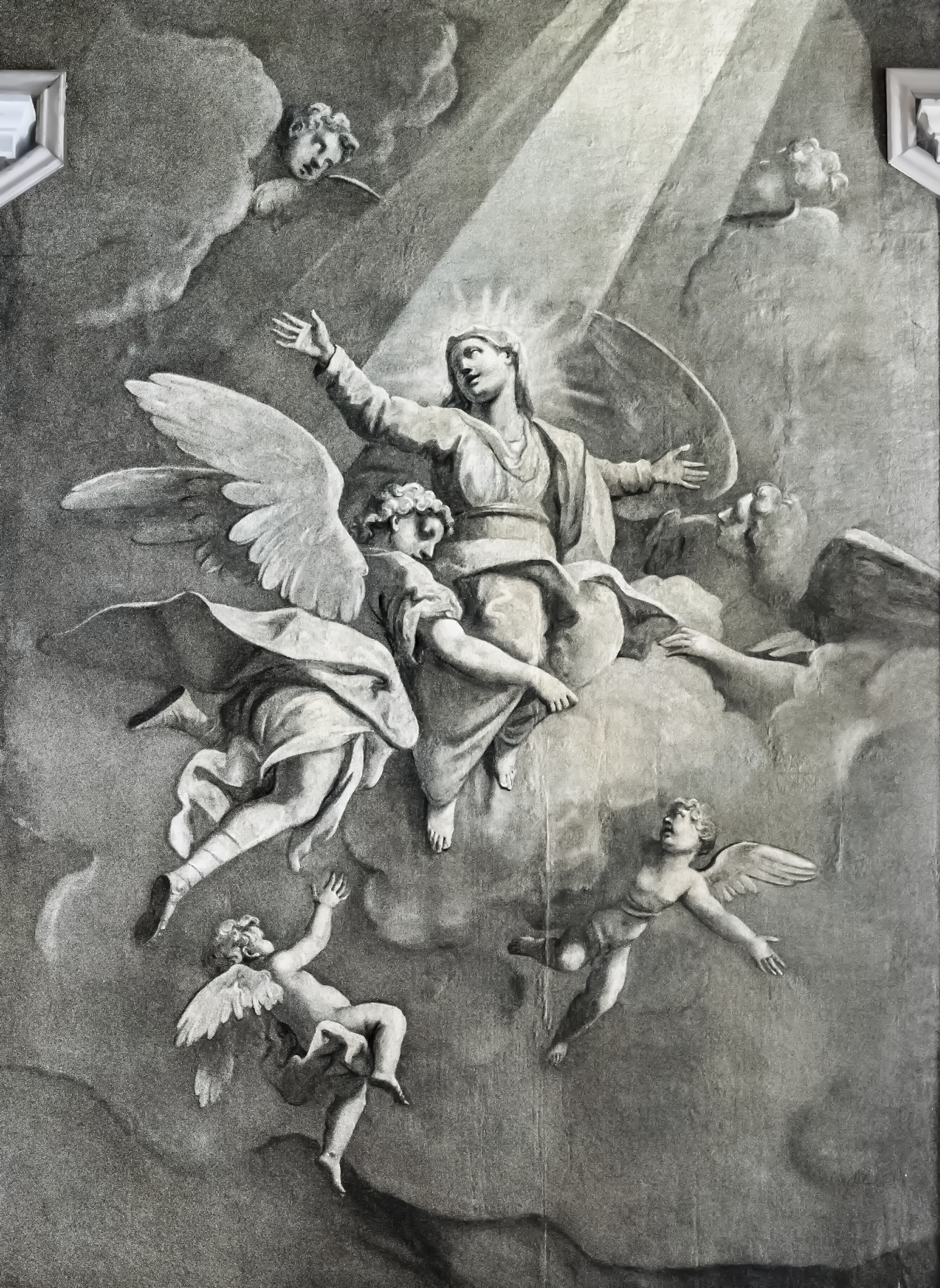
L'assomption de Marie par Niccolò Bambini
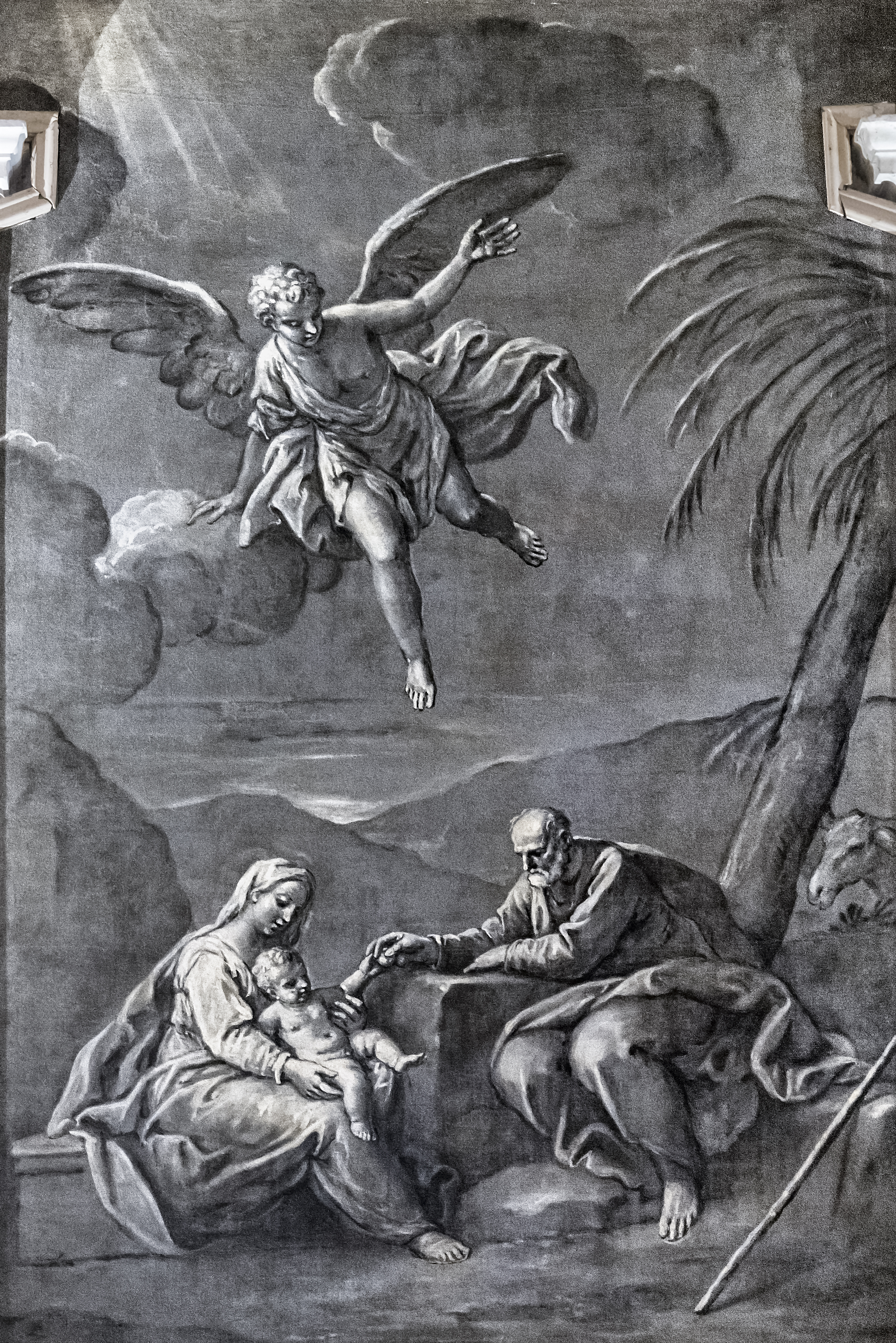
''Le repos de la sainte famille en Egypte par Niccolò Bambini

### L'escalier et le corridor
Le grand escalier et le corridor avec voûtes en berceau sur un dessin de Baldassare Longhena, ont été réalisés par son élève Antonio Gaspari. Les gypseries sont l’œuvre d’Alvise Bassi et ont été mises en place entre 1728 et 1729. Trois médaillons dans la dernière rampe montrent les Vertus théologales, fresques de Sante Piatti datant de 1733.

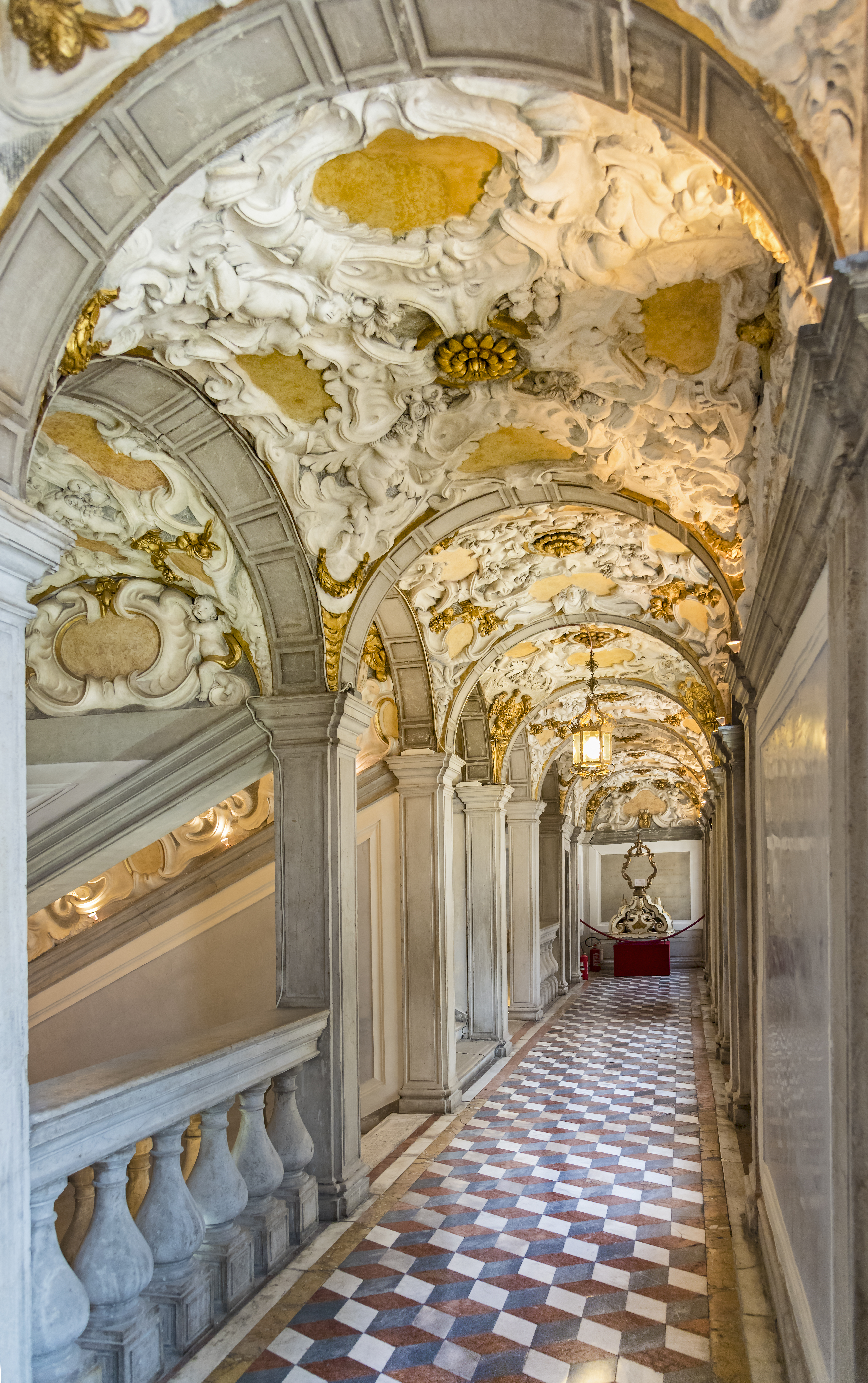
Le corridor
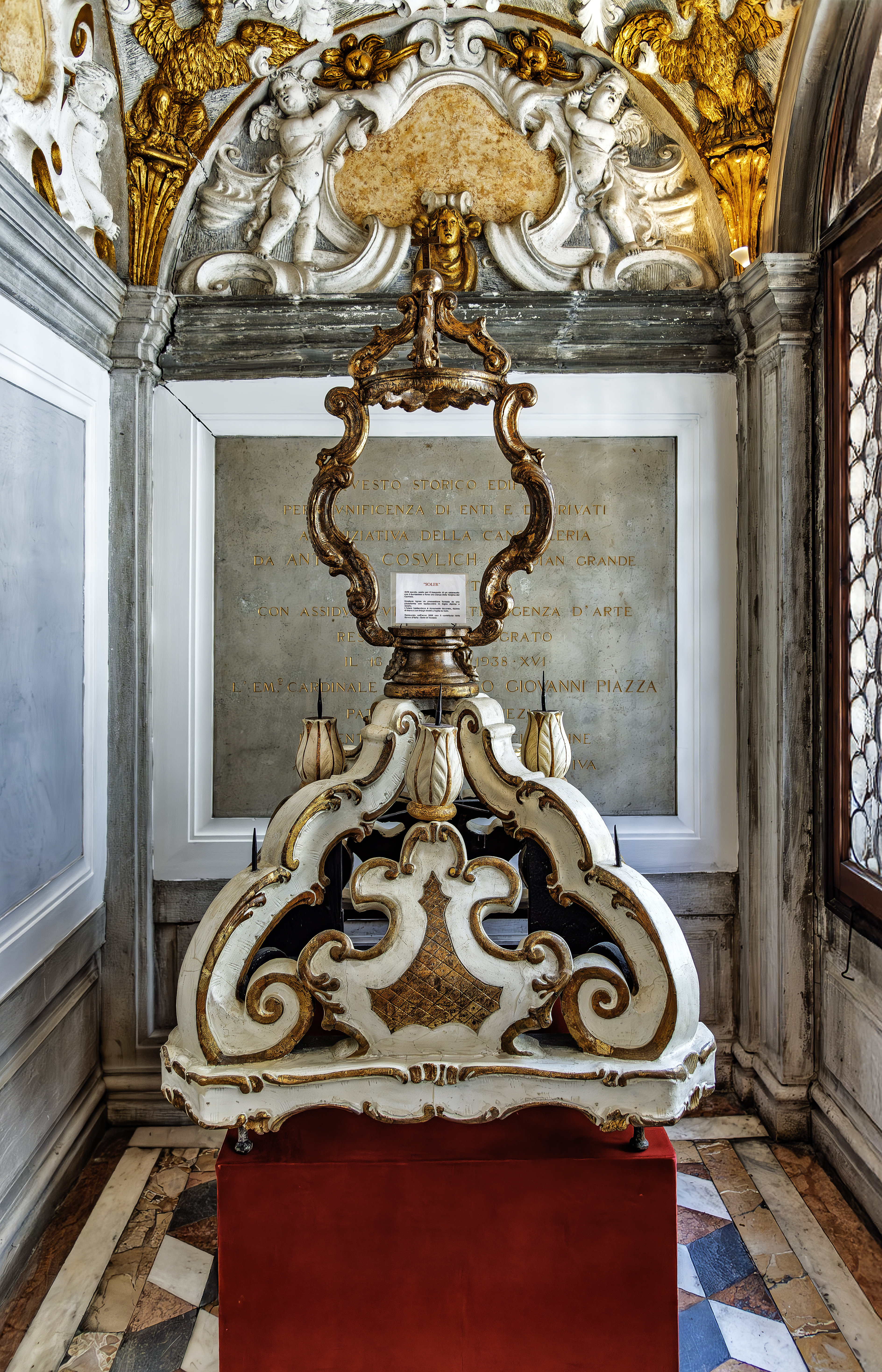
Le Soler
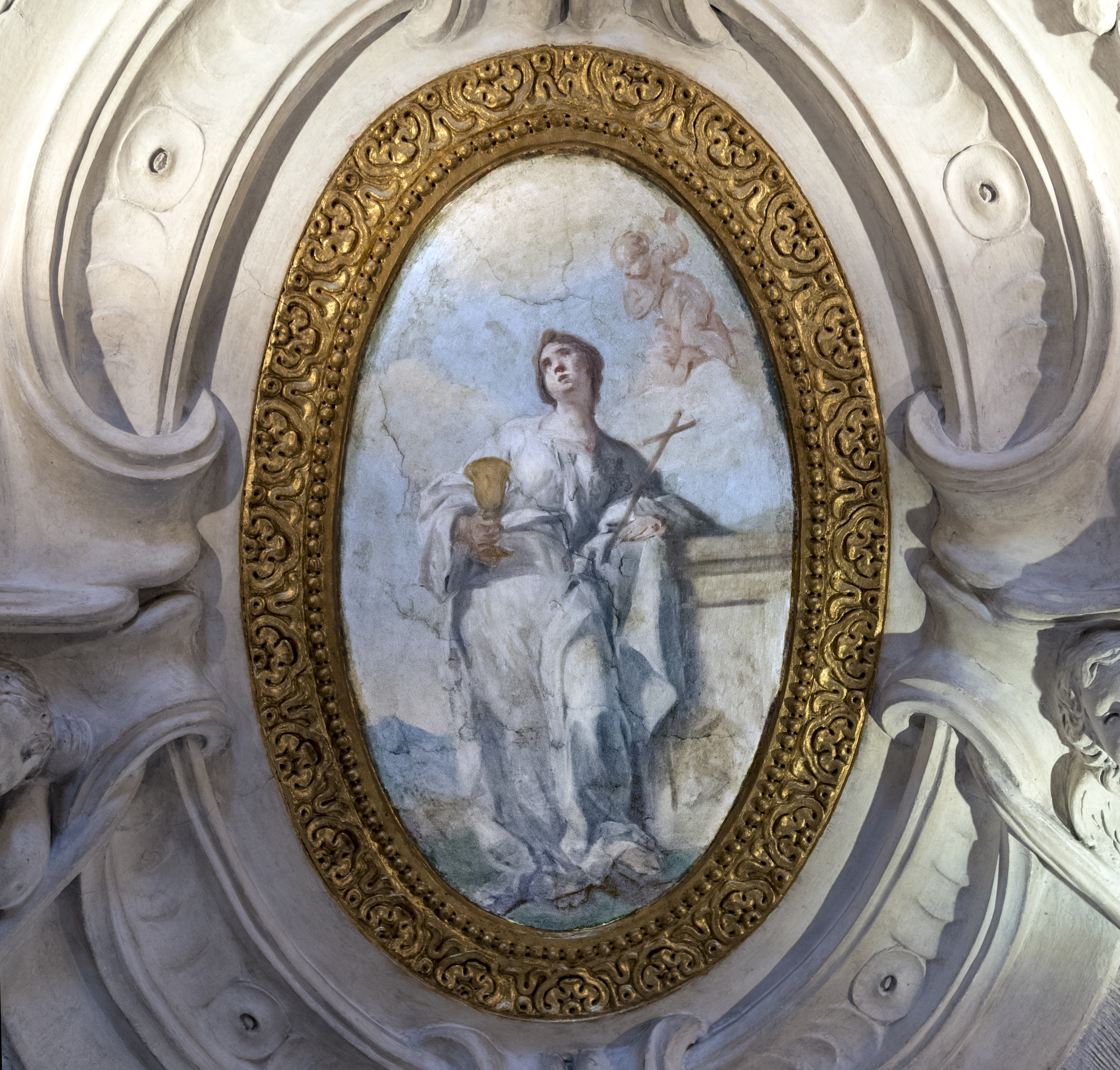
La Foi par Sante Piatti
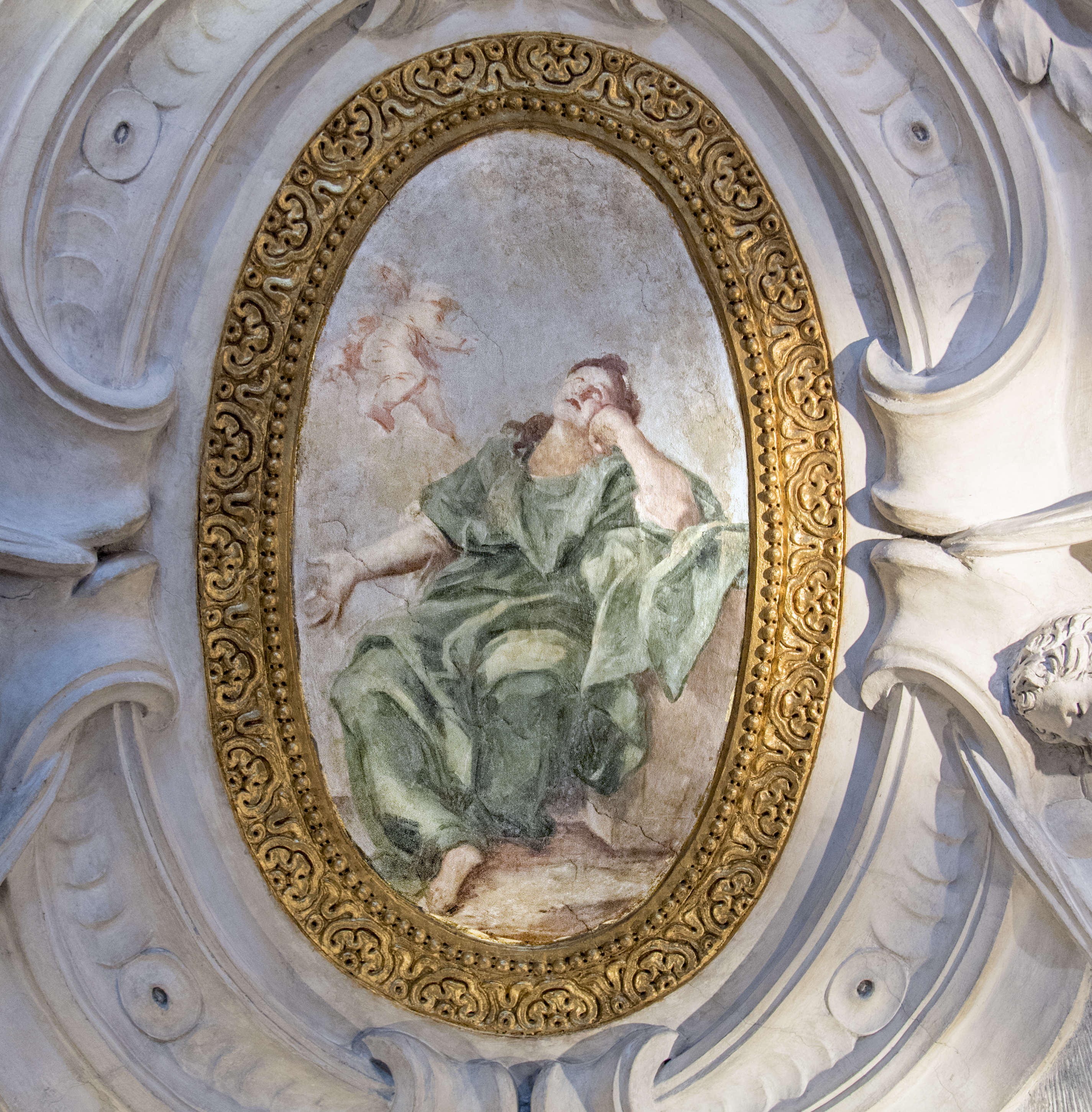
L’Espérance par Sante Piatti
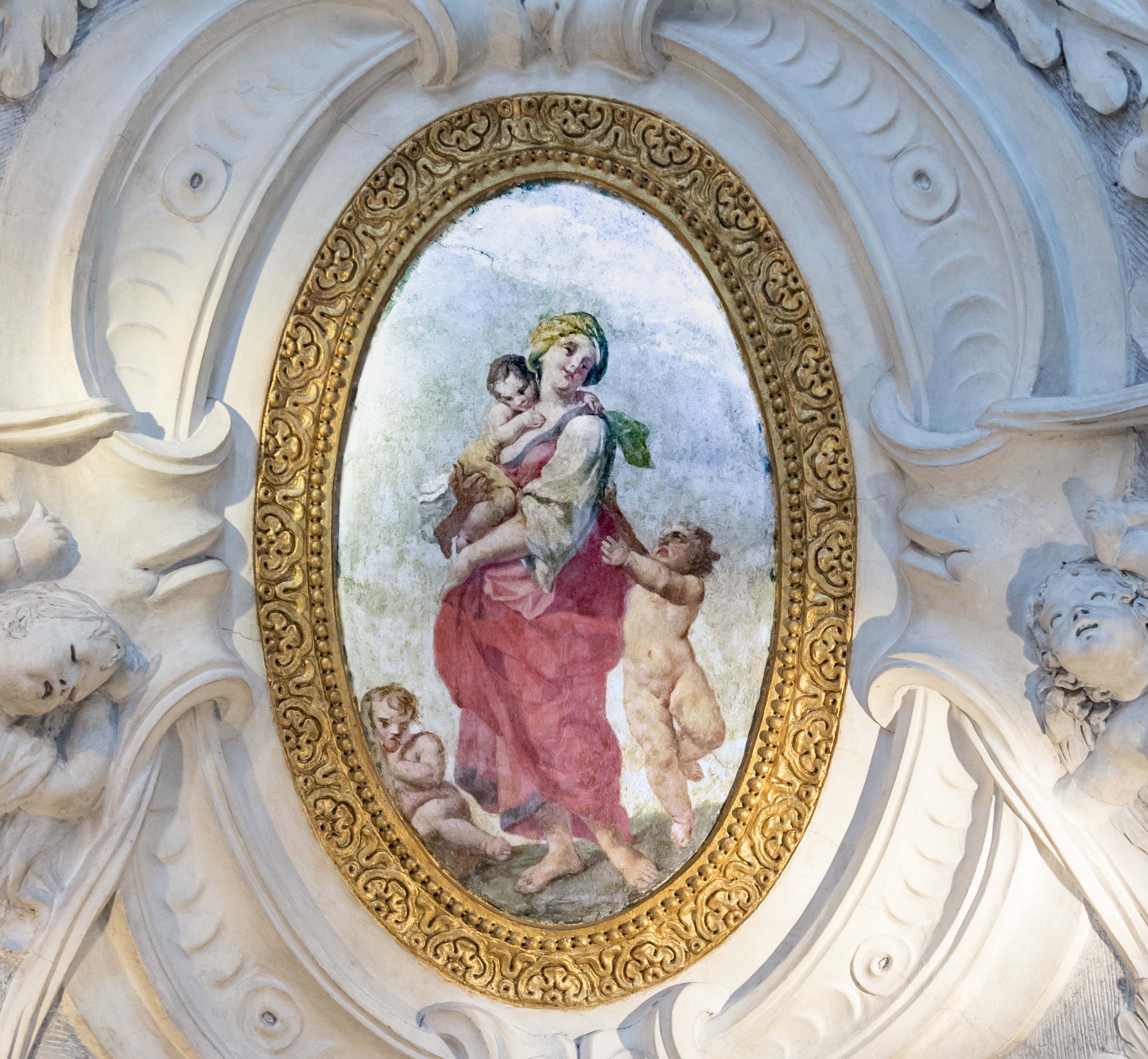
La Charité par Sante Piatti

### La salle du chapitre
C'est la plus grande des salles, enrichie dans toutes ses parties par les œuvres les plus précieuses.
Elle est richement enluminée par les peintures sur toile du plafond de Giambattista Tiepolo qu'il a exécutées de 1739 à 1744. Les gypseries sont du décorateur suisse Abbondio Stazio en 1740, dorées par Carpoforo Mazzeti de 1742 à 1743. Dans la salle il y a un autel dédié à Notre-Dame du Mont-Carmel avec une statue de la Vierge à l'Enfant offrant le scapulaire, une œuvre du dix-septième siècle de Bernardo Falconi.

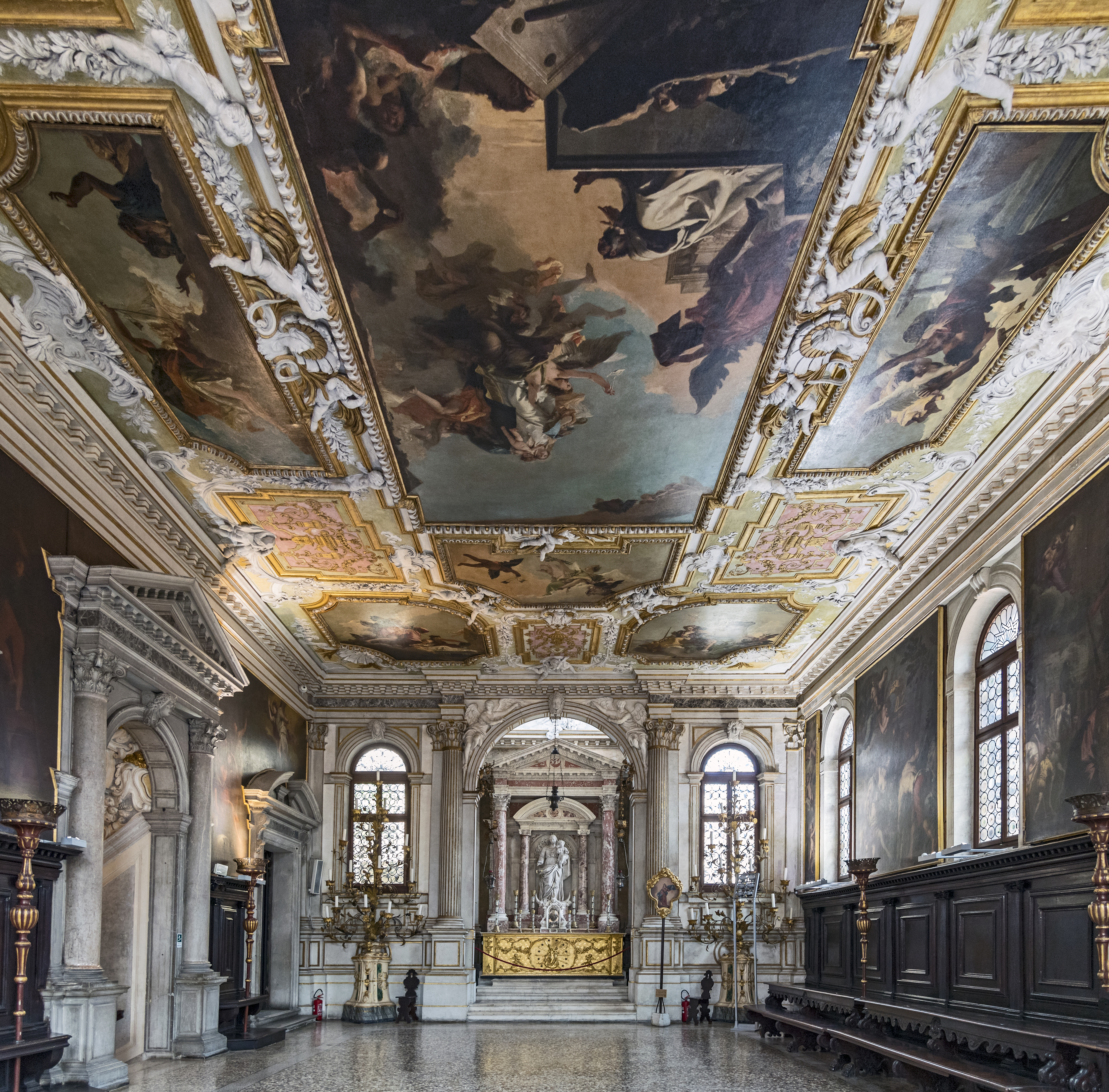
La salle du chapitre
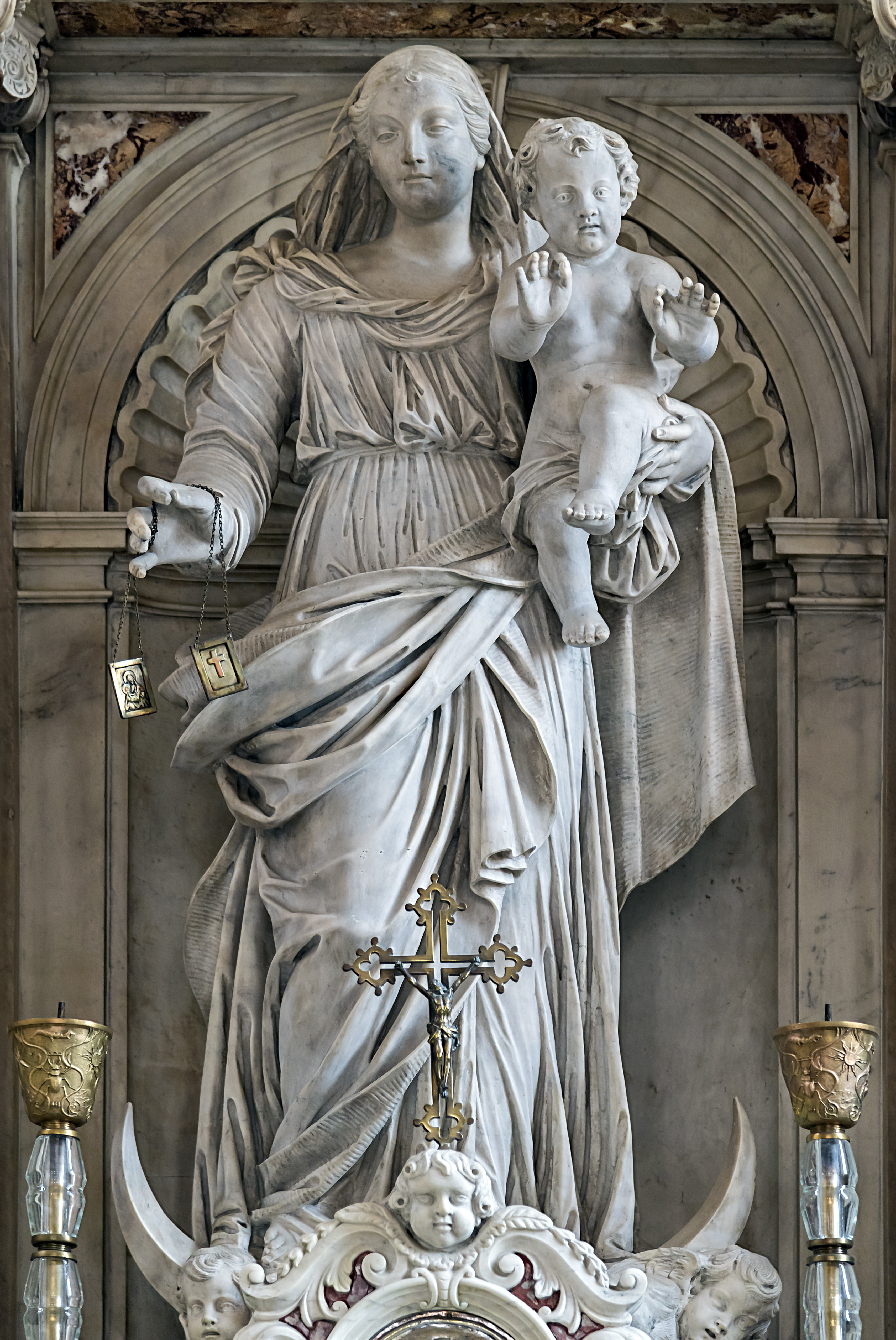
Notre-Dame du Mont-Carmel par Bernardo Falconi.

Le plafond de Tiepolo
Il est centré sur un très grand tableau
- La Vierge en gloire remet à saint Simon Stock le scapulaire 1749. Le tableau central dernier à avoir été mis en place.

Aux quatre coins du plafond
- Pénitence, humilité, vérité  : La pénitence (femme à la peau sombre tenant une croix de bois en prière); l'Humilité (adolescente vêtue de blanc avec un agneau foulant sceptres et couronnes); La Vérité (femme dos tourné tenant un crible).
- Les vertus théologale ; Foi, Espérance, Charité : La Foi (Femme vêtue de blanc, tenant une croix et une calice), l'Espérance (Femme en habit vert tenant une ancre), la Charité (Mère avec deux enfants avec un flamme au-dessus de la tête).
- Le Courage et la Justice : Le Courage (Femme adossé à une colonne avec un lion); La Justice (Femme couronnée d'épine une épée en main, surmontée d'une colombe).
- Prudence, pureté et tempérance : La Prudence (Femme avec un serpent enroulé autour du bras et un miroir à la main les yeux levés vers la lumière); La Pureté (jeune fille aux cheveux relevés, les paupières baissées pudiquement); La Tempérance (Femme qui verse le liquide puisé à la source).

Bordant de part et d'autre le tableau central
- L'ange qui sauve un garçon qui tombe d'un échafaudage
- L'ange vêtu de rouge porte le scapulaire pour les fidèles

En haut et en bas du tableau central
- Ange aux lys et putto aux scapulaires: Un putto brandie deux scapulaires, un ange au centre tient un bouquet de lys (symbole de la chasteté), deux séraphins en-bas s'embrassent.
- L'ange aux indulgences

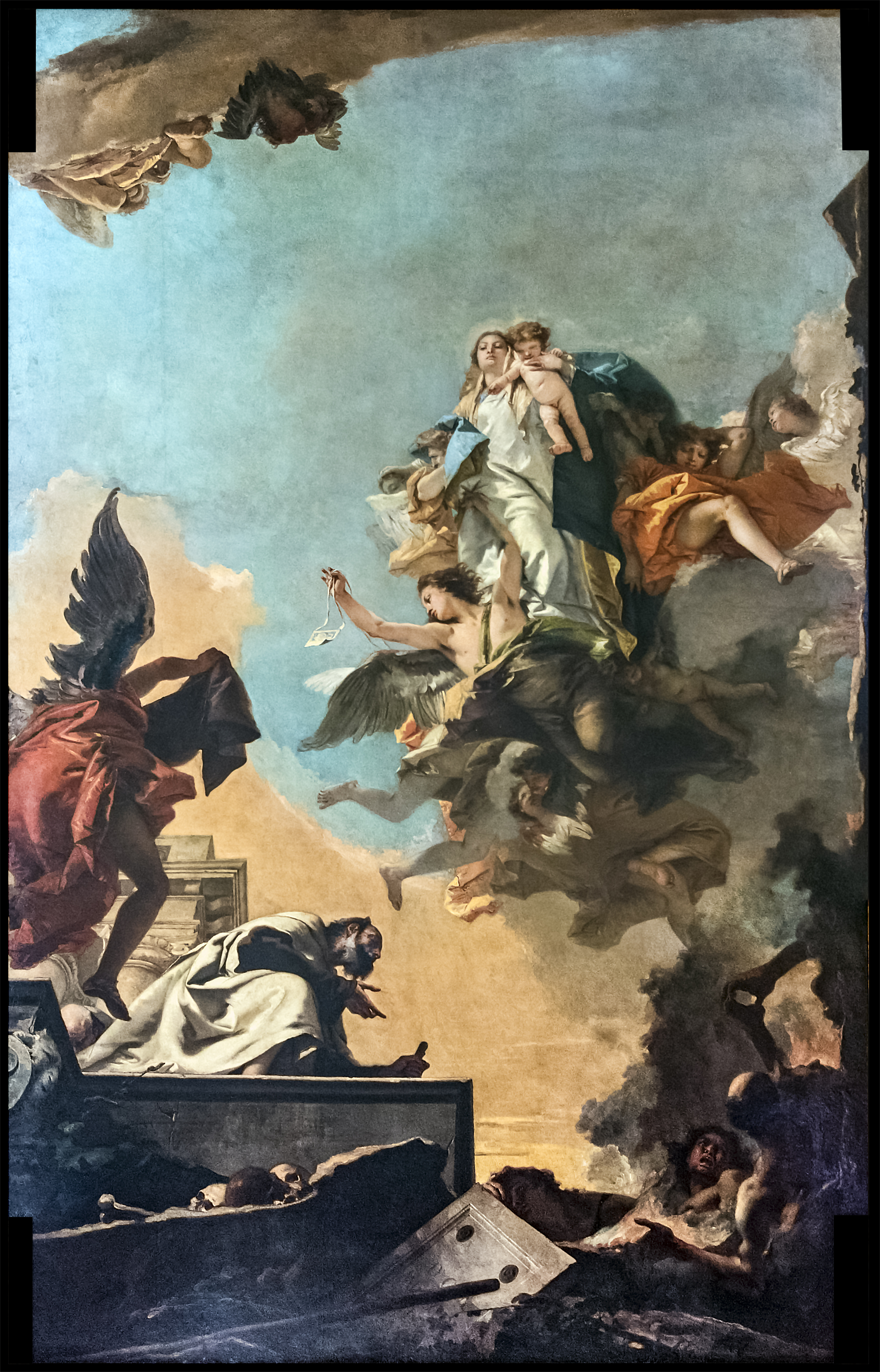
La Vierge en gloire remet à saint Simon Stock le scapulaire
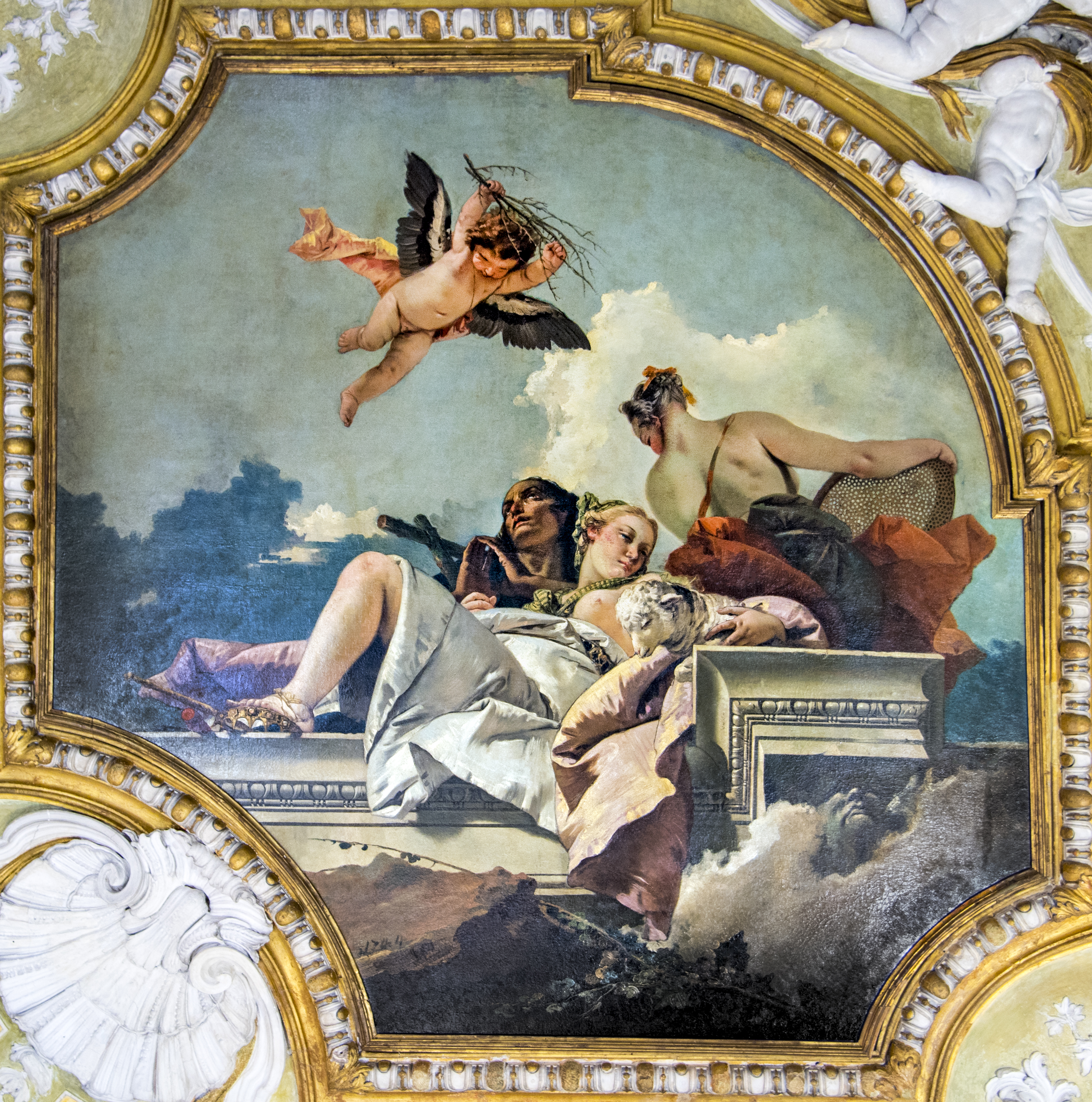
Pénitence, humilité, vérité
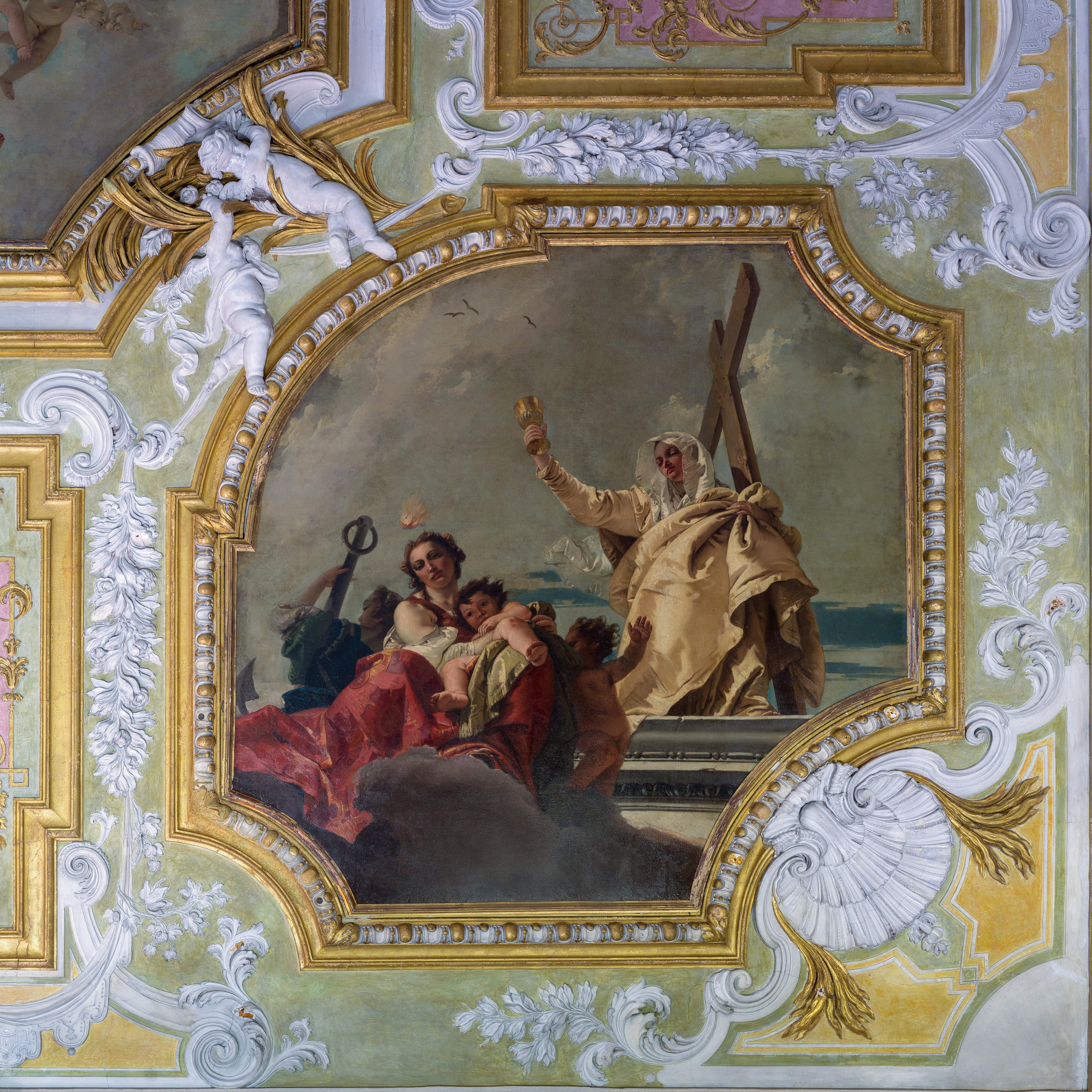
Les vertus théologale ; Foi, Espérance, Charité
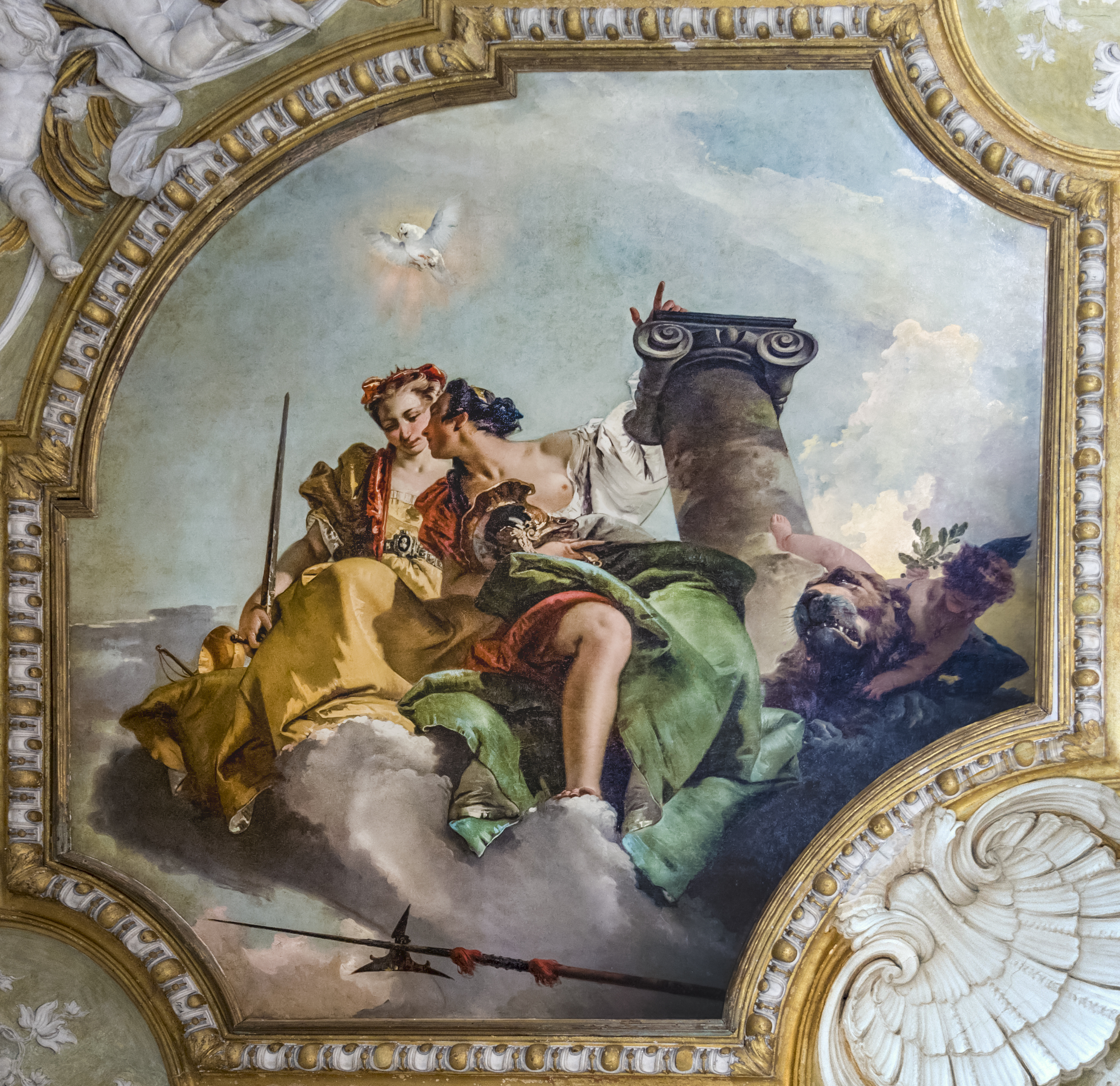
Le Courage et la Justice
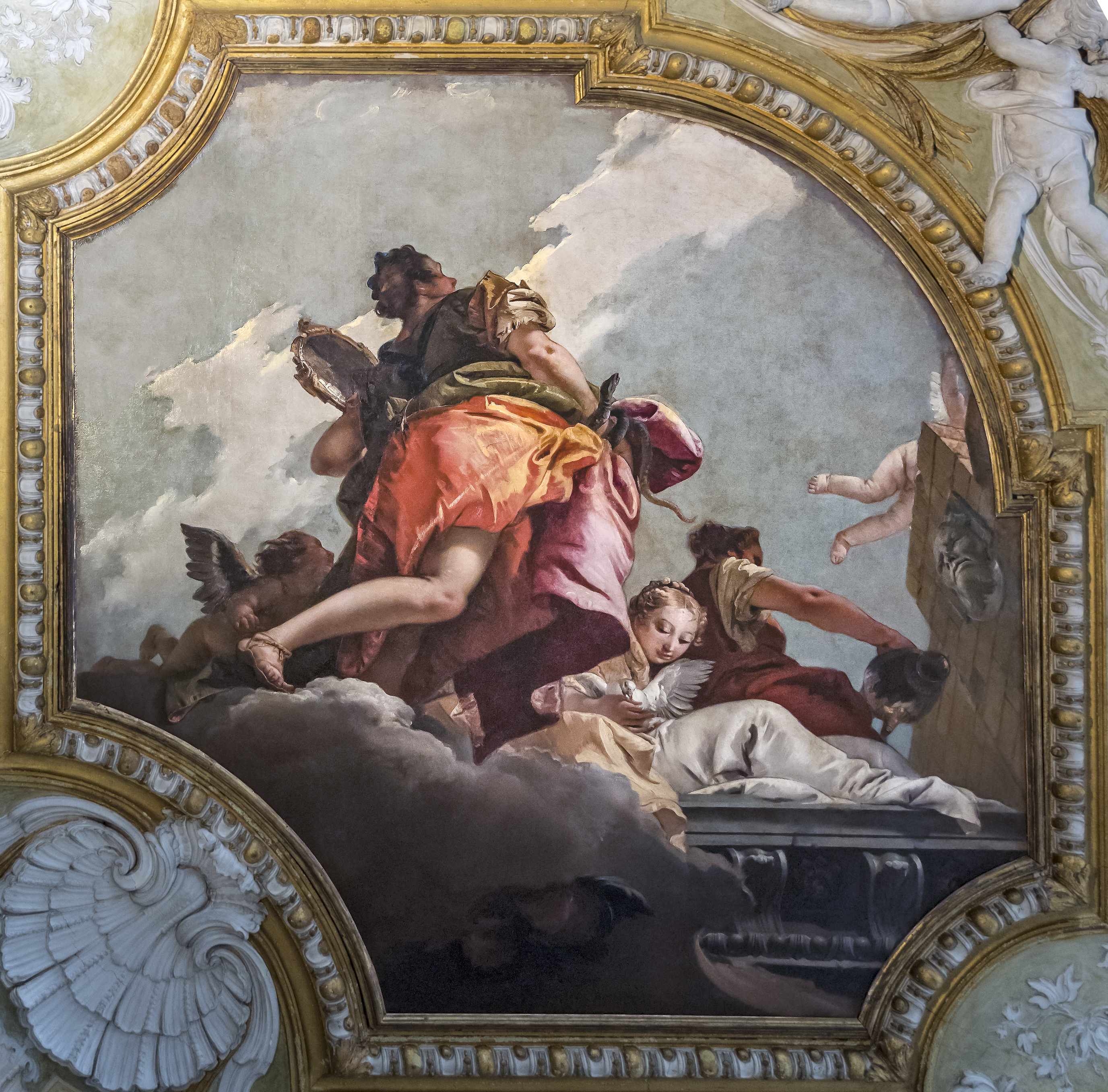
Prudence, pureté et tempérance
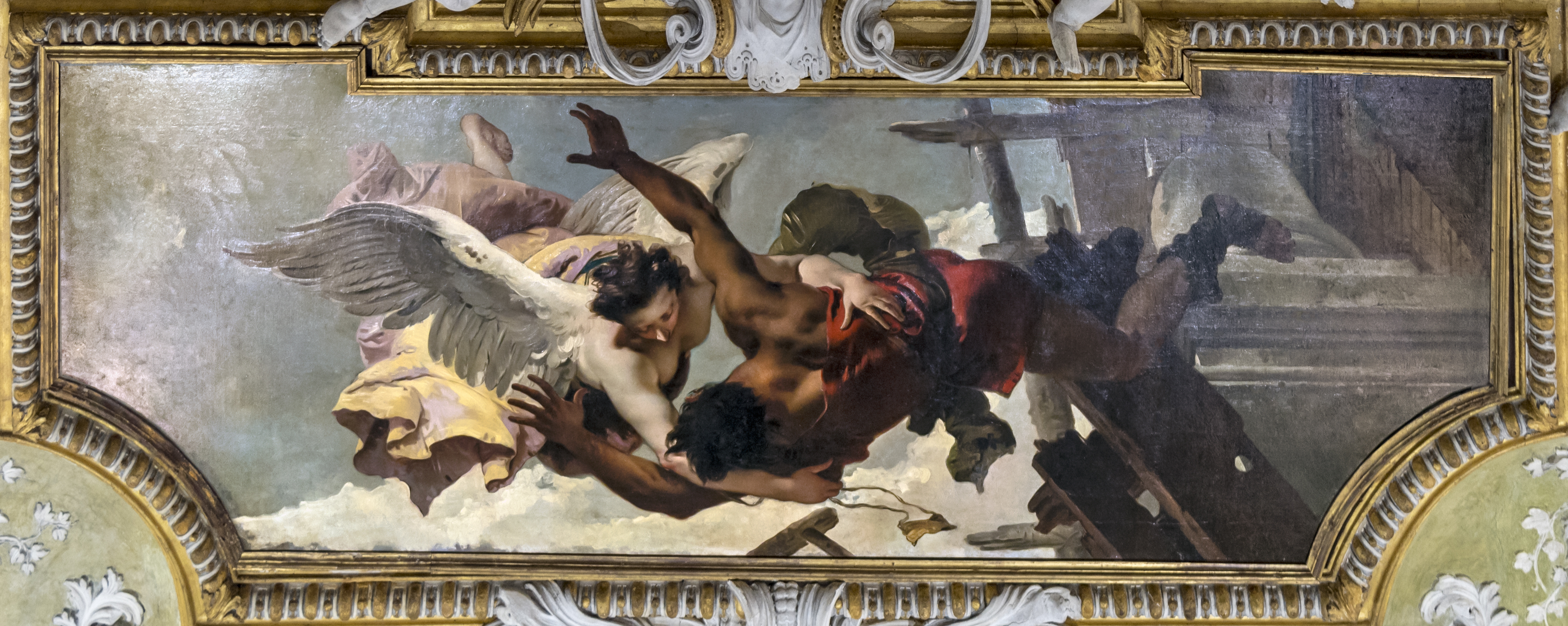
L'ange qui sauve un garçon qui tombe d'un échafaudage
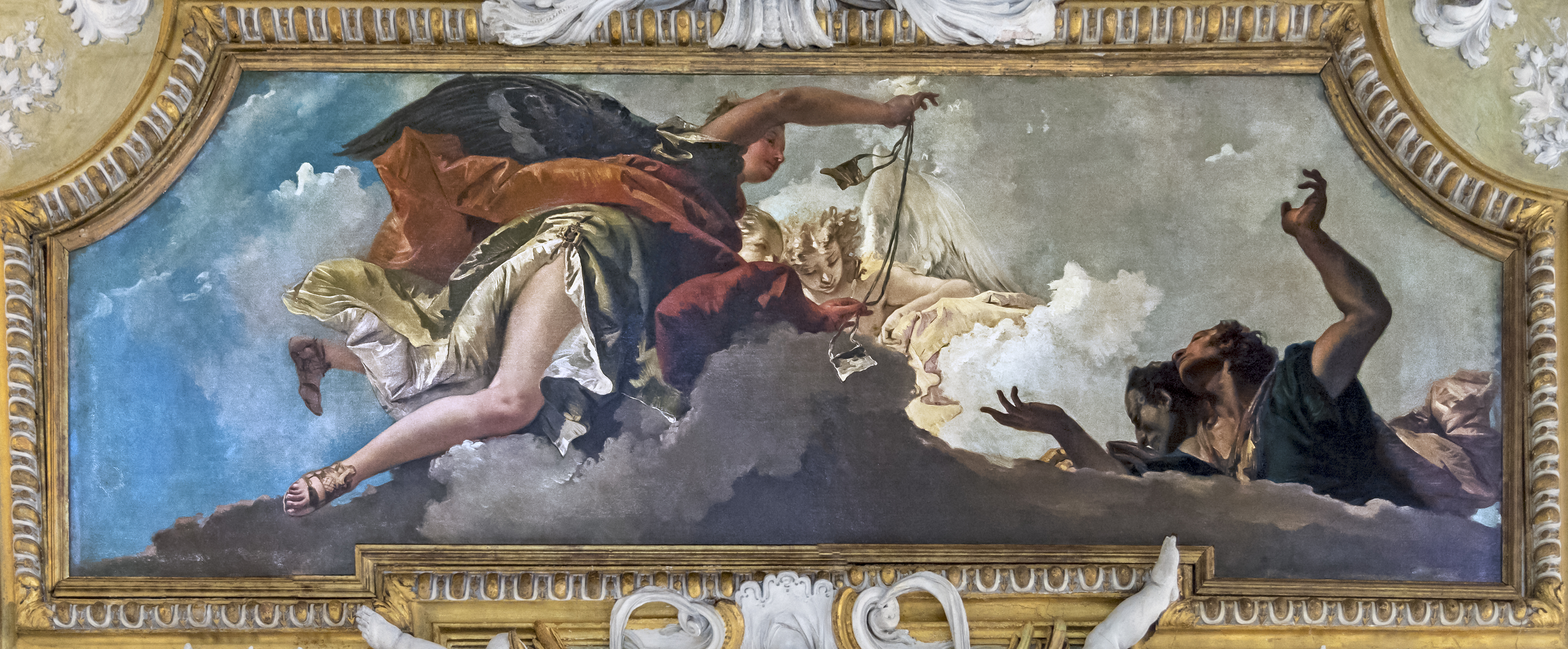
L'ange vêtu de rouge porte le scapulaire pour les fidèles
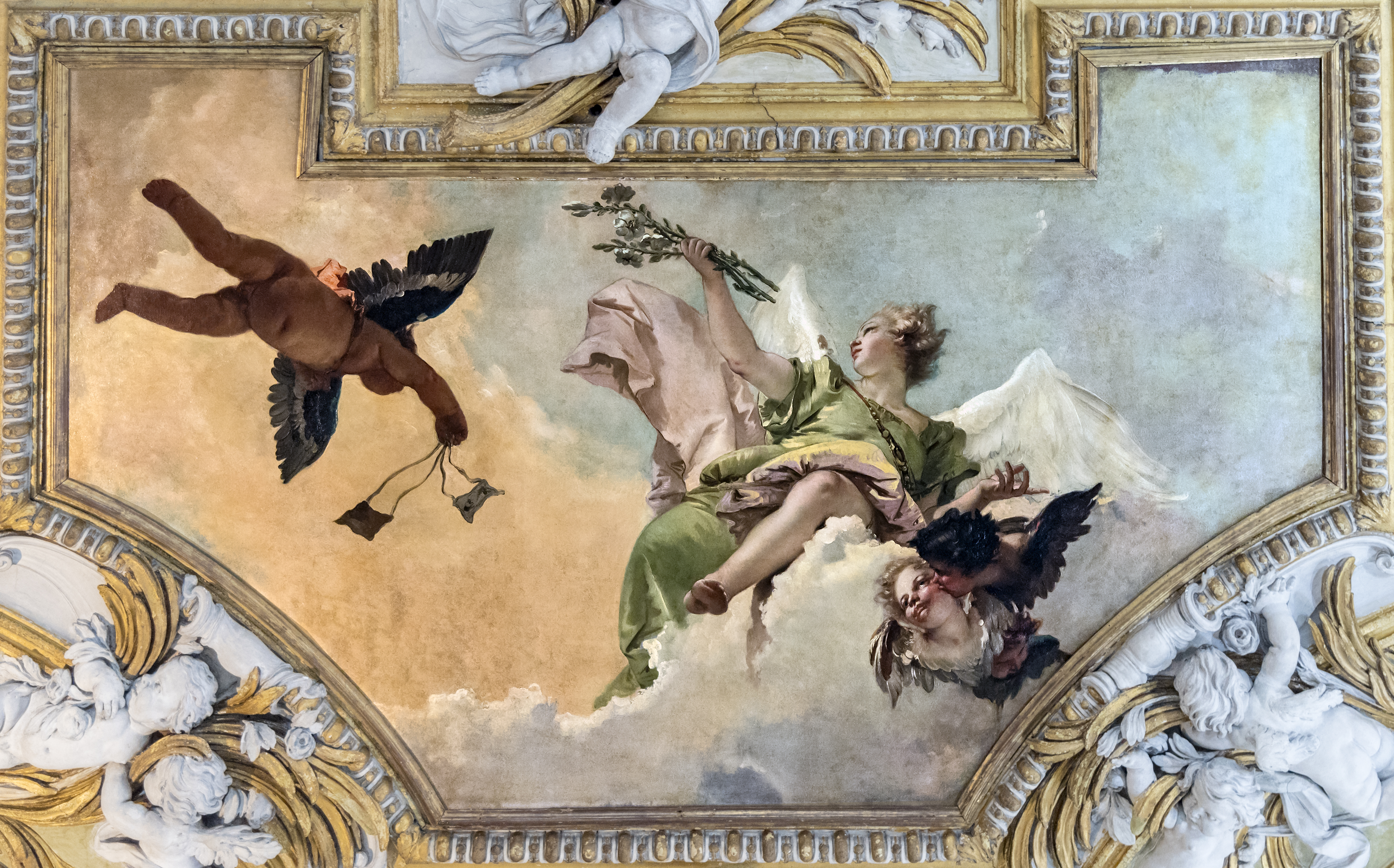
Ange aux lis et putto aux scapulaires
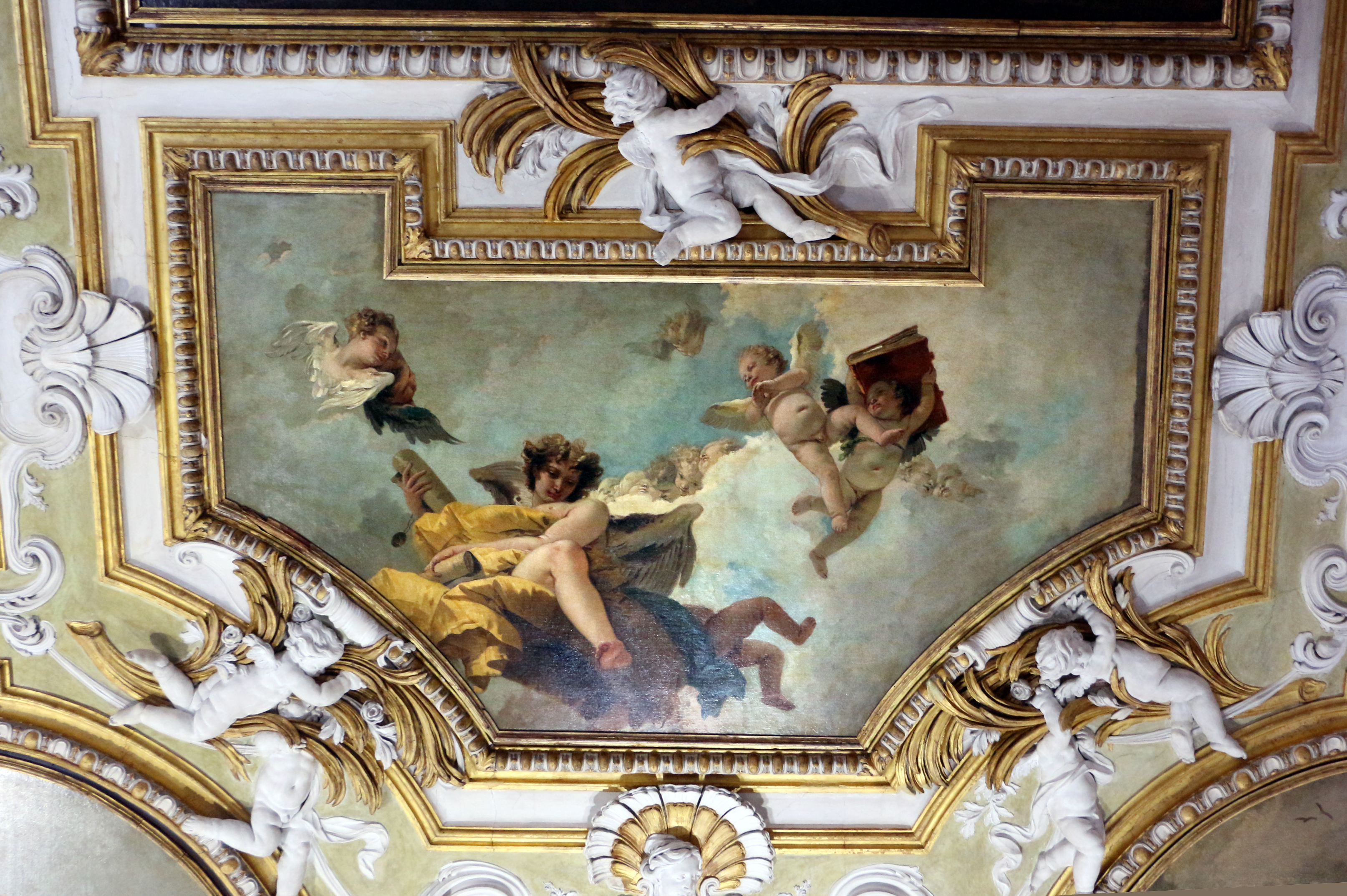
L'ange aux indulgences

Les murs
Le mur en face l'autel montre deux toiles du peintre Amedeo Enz mis en place en 1679 : Le Pape Paul V reçoit l'ambassadeur d'Espagne et Le pape Jean XXII reçoit le scapulaire.
Le mur en face de l'entrée : Trois miracles attribués à Notre-Dame du Mot-Carmel par Antonio Zanchi; Le miracle du puits, une jeune fille est sauvée après avoir passé huit jours dans un puits;La blessure du Prince de Salmone, le prince blessé à la cuisse dans un tournoi est miraculeusement guéri.
Le mur du grand escalier : deux toiles de Gregorio Lazzarini Les Anges invitent les berges à adorer l'enfant Jésus , et L’adoration des mages de 1704. Une toile de Sante Piatti de 1733 La Gloire des Anges.

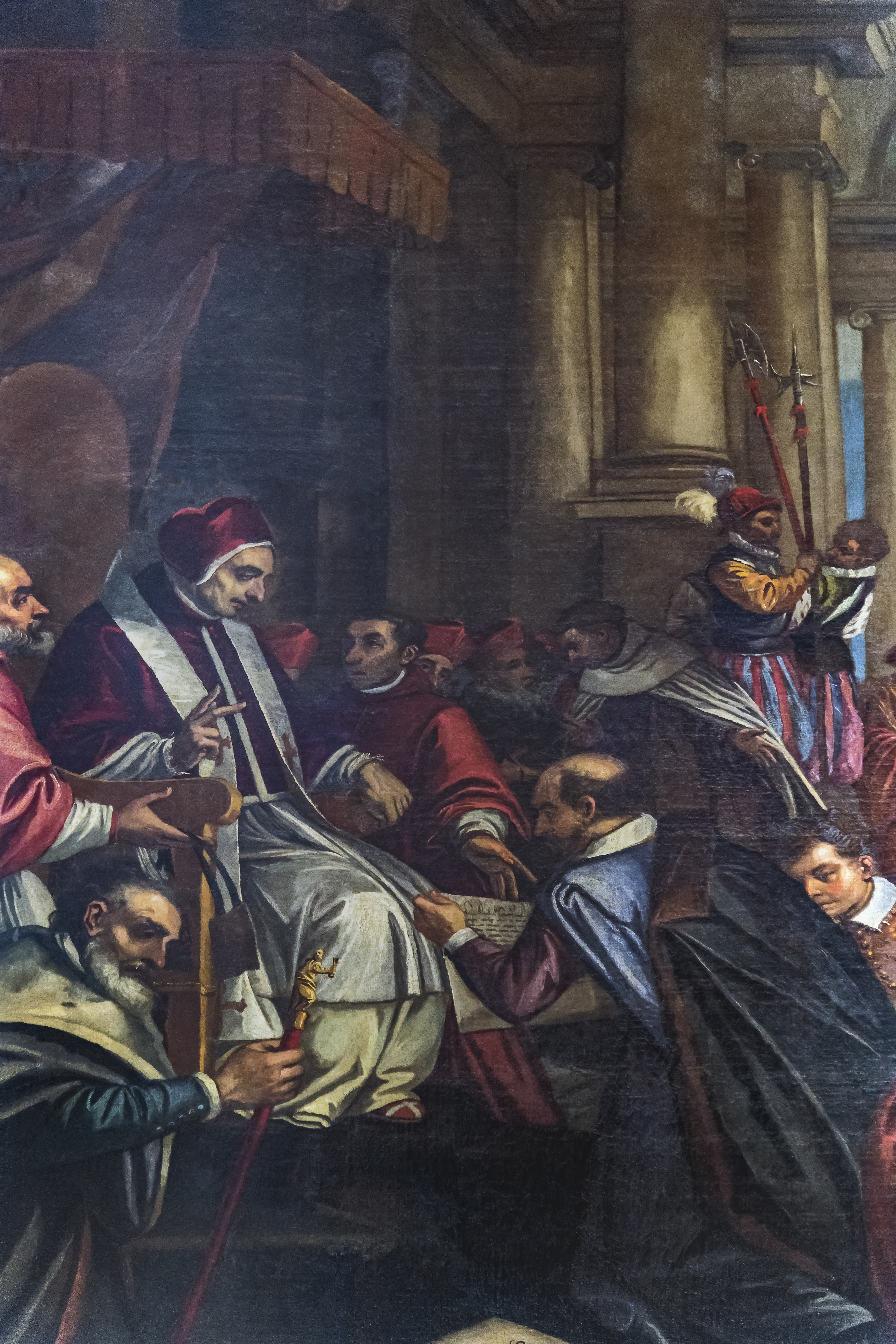
Le Pape Paul V reçoit l'ambassadeur d'Espagne
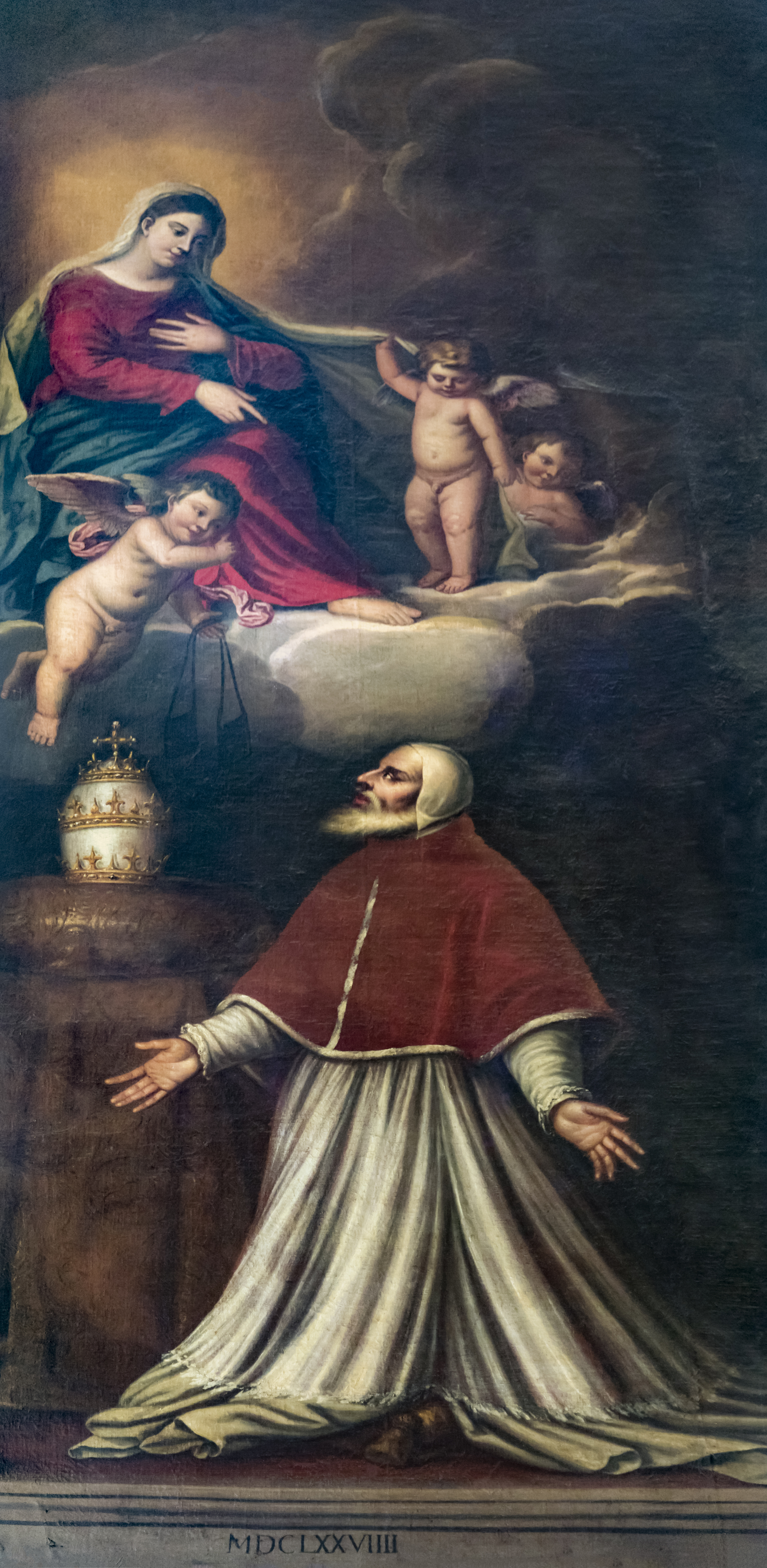
Le pape Jean XXII reçoit le scapulaire
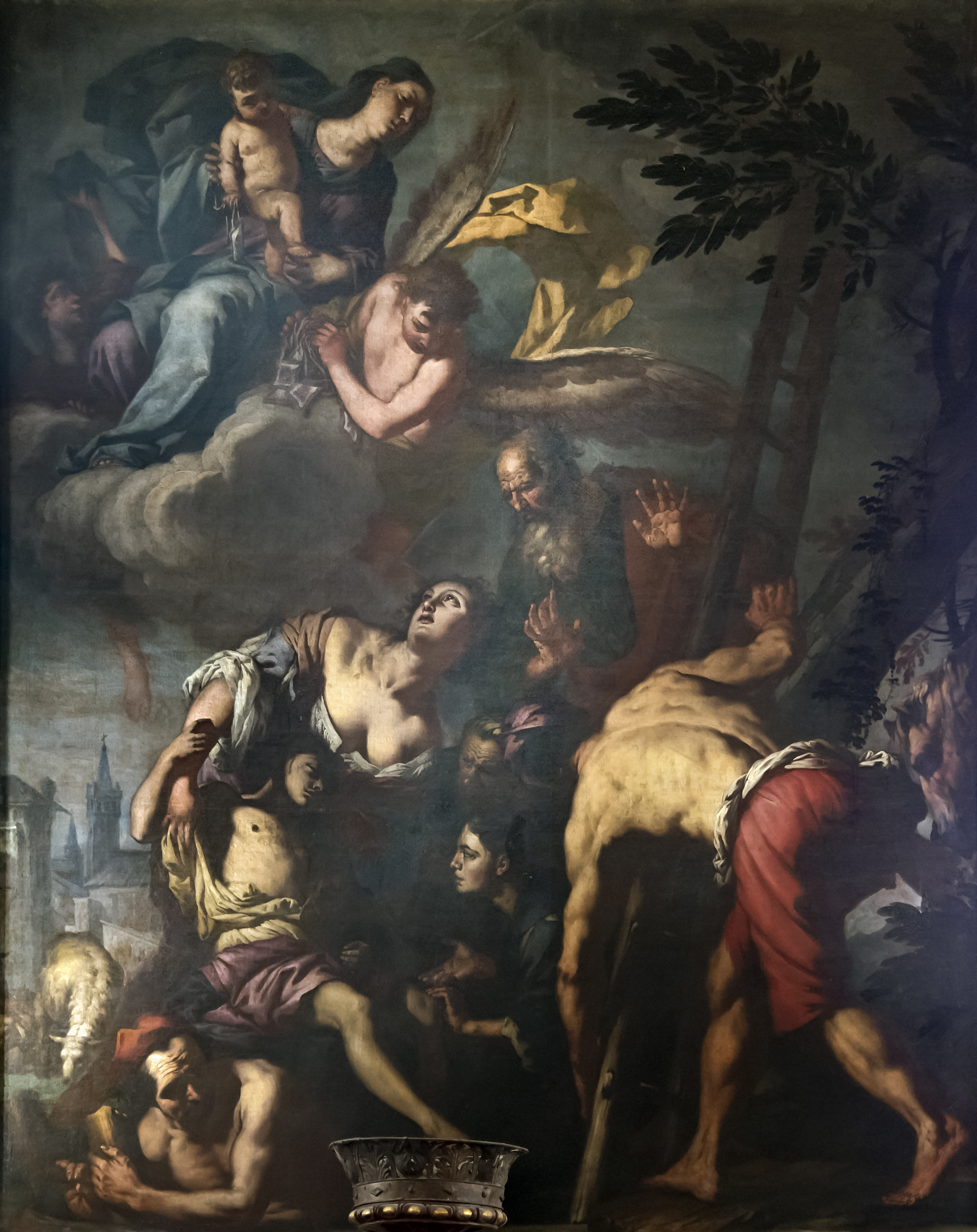
Le miracle du puits par Antonio Zanchi
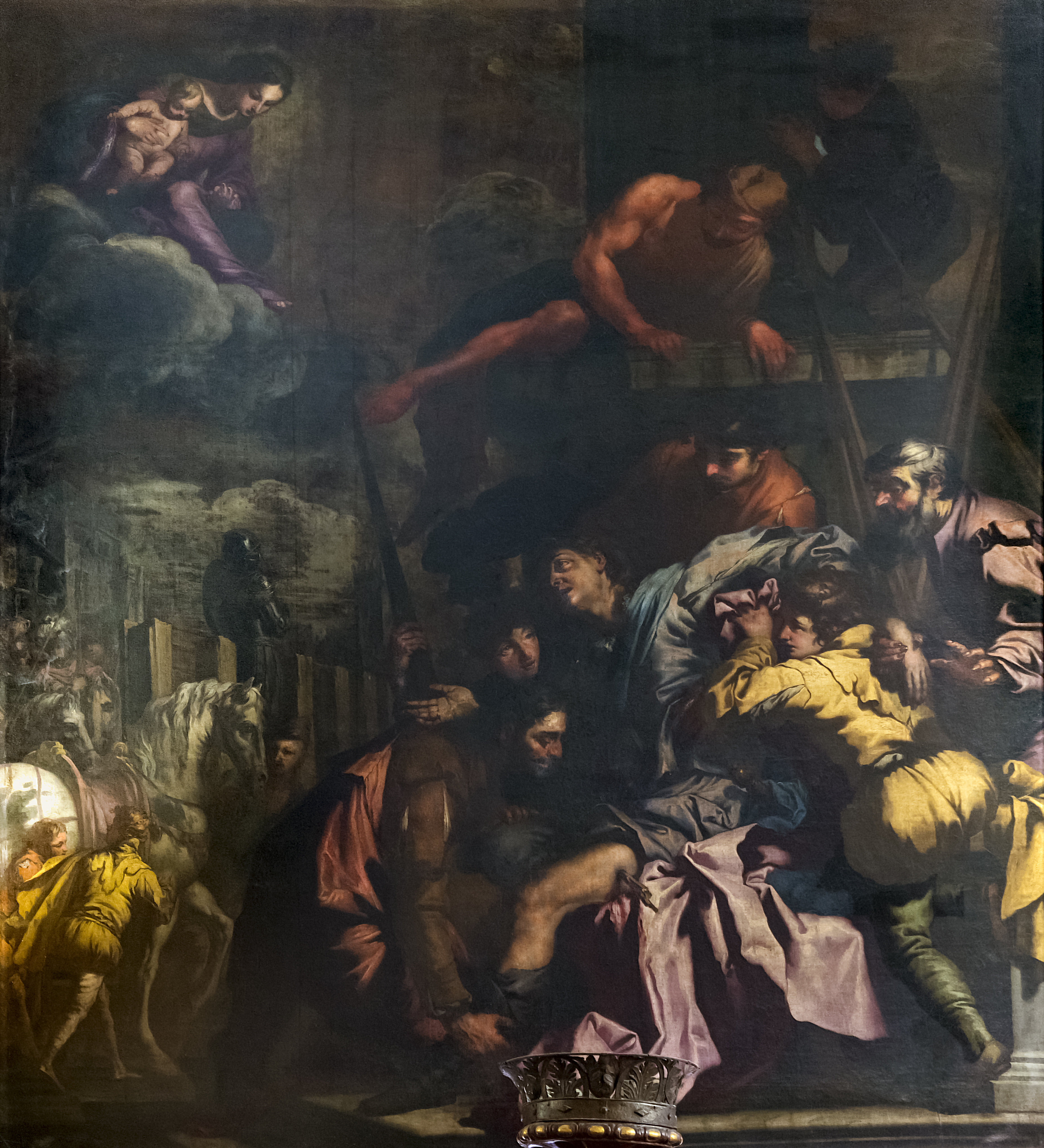
La blessure du Prince de Salmone par Antonio Zanchi
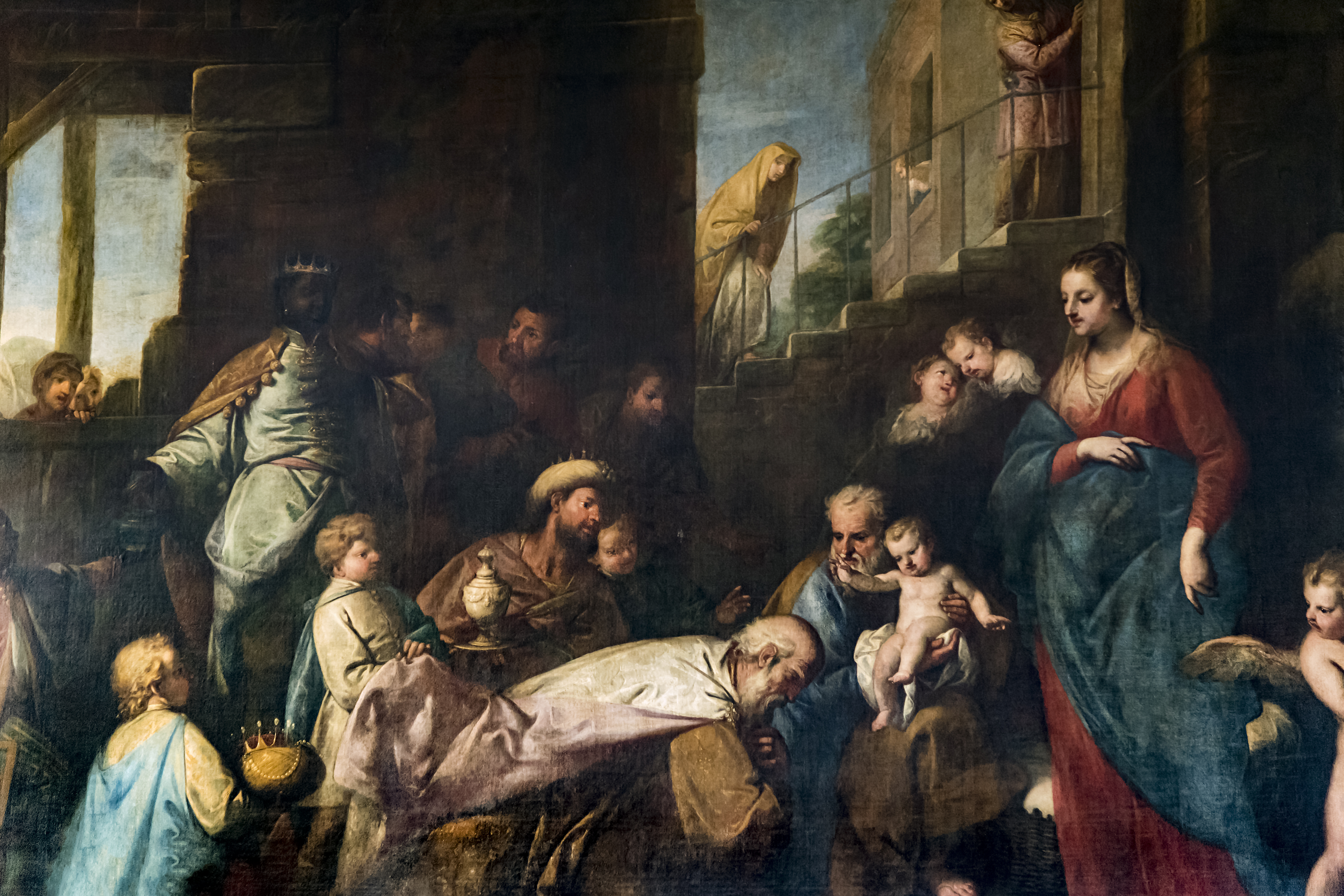
L’adoration des mages par Gregorio Lazzarini

### La salle de l'Hôtellerie
Ainsi appelée car on y accueillait Les pèlerins et les pauvres. De nos jours, elle est réservée aux réunions de la Chancellerie et des membres de la Scuola. Les revêtements muraux sont en noyer sculpté et le dallage est fait de marbres polychromes.

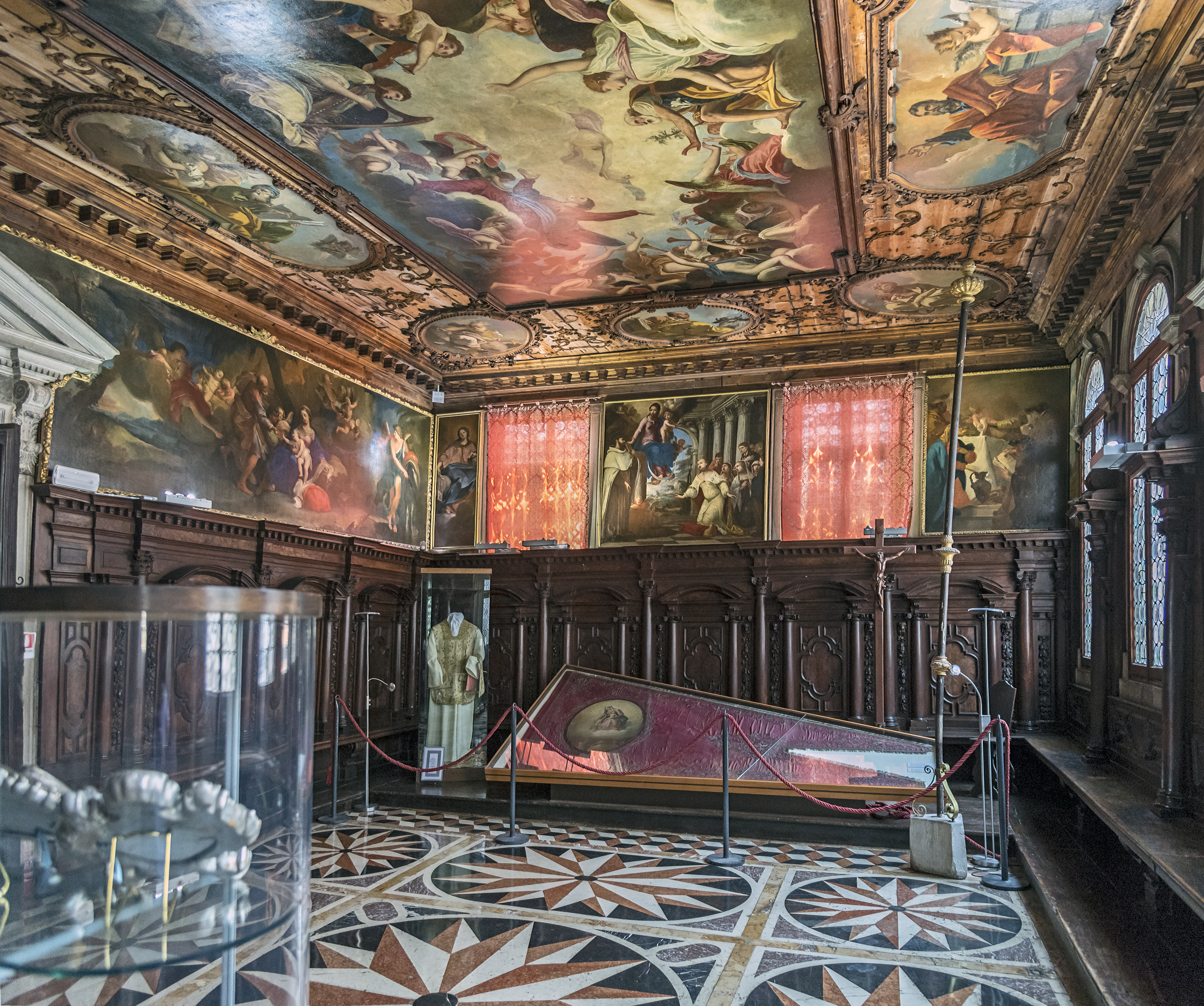
La Salle de l'Hôtelerie

Le plafond
Le plafond en bois a été décoré par Francesco Lucchini et Alessandro Orlandi en 1740. Au centre l’Assomption par Alessandro Varotari dit le Padovanino (1588- 1648). Cette œuvre huile sur toile était initialement dans la salle capitulaire et a été déplacée pour laisser la place aux toiles de Tiepolo. Tout autour des toiles de Giustino Menescardi d’après un dessin de Gaetono Zompini, représentant les quatre évangélistes et aux quatre coins les prophètes.

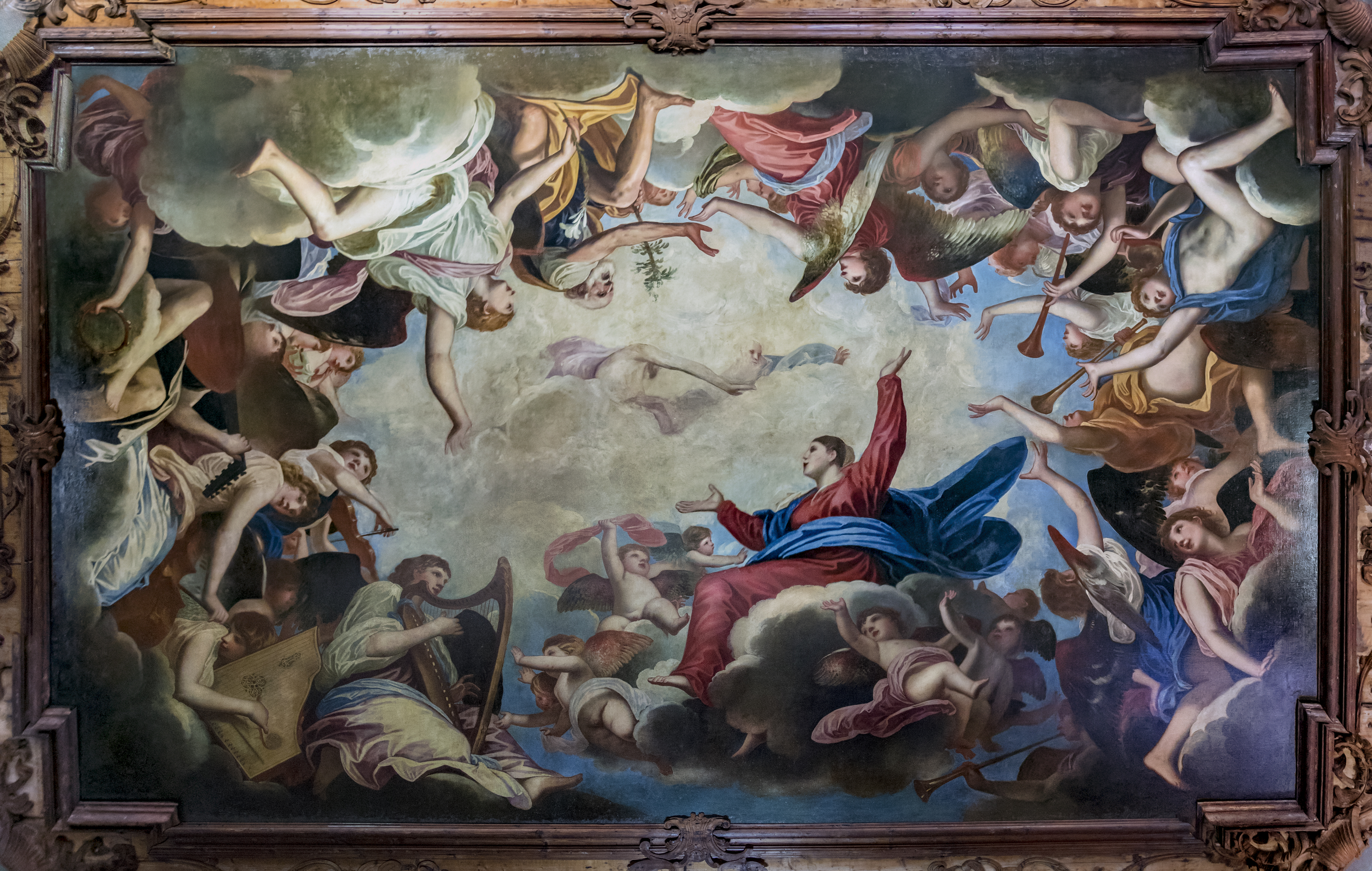
L'Assomption par Alessandro Varotari
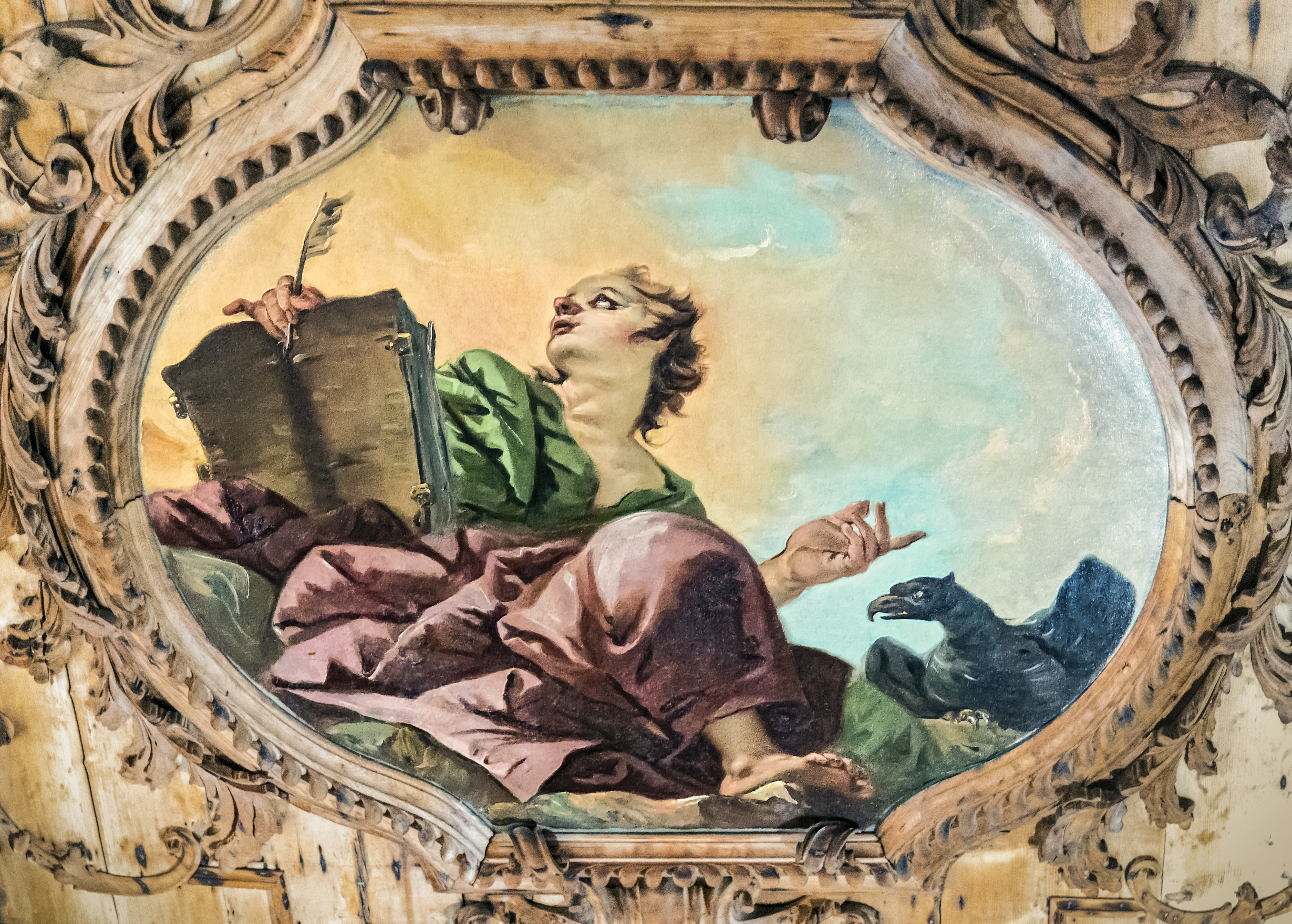
Saint Jean par Giustino Menescardi
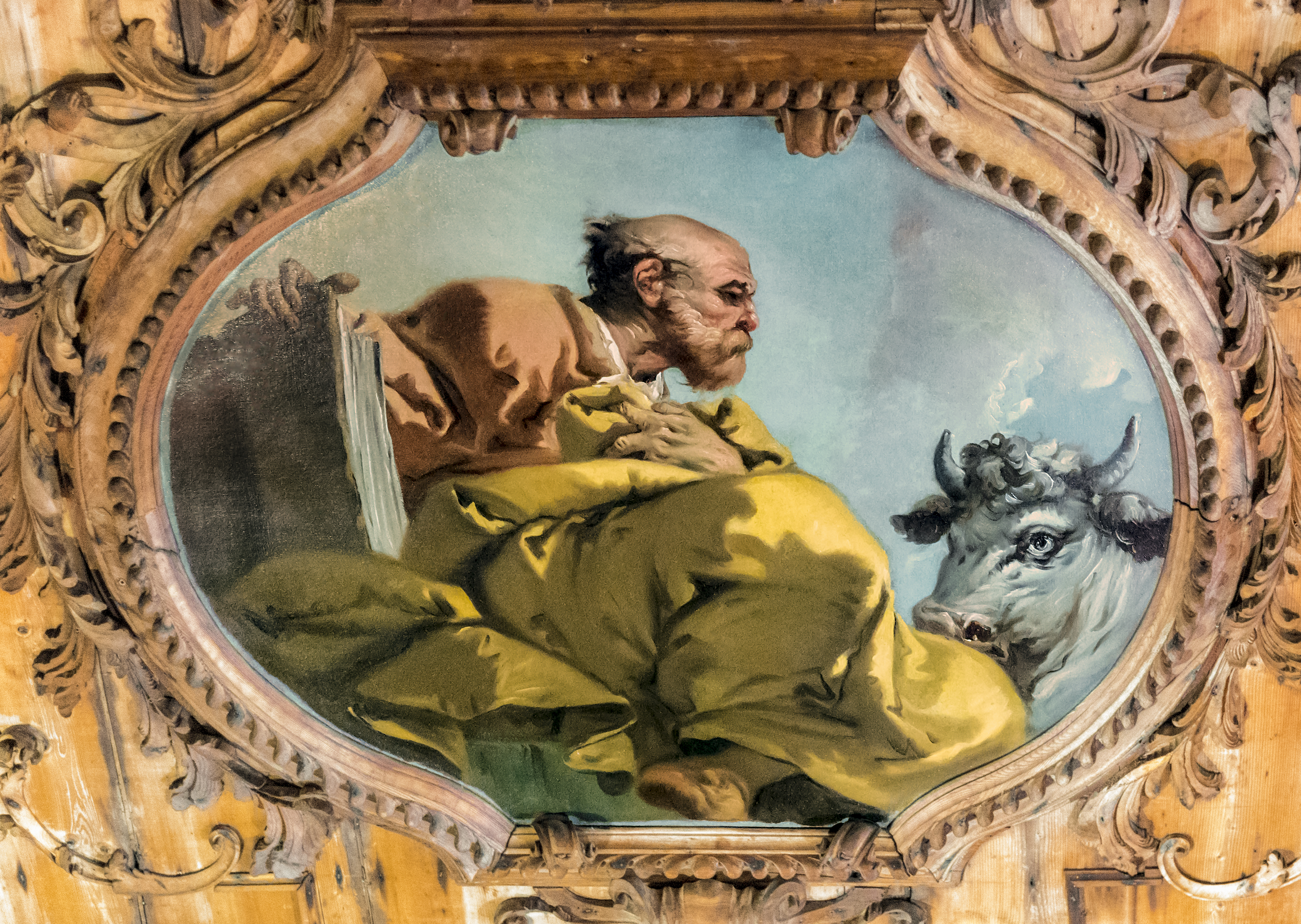
Saint Luc par Giustino Menescardi

Les Murs
Sur le mur entre les deux fenetres deux toiles Giustino Menescardi: La Vierge aux scapulaires et L'allégorie de Venise en habits de Doge agenouillée devant la Vierge.
Sur le mur adjacent à la salle du chapitre : Le Songe de Joseph et Le repos de la Sainte Famille en Egypte par Antonio Balestra.
Sur le mur adjacent aux archives: La vierge remet le scapulaire à saint Albert de Sicile par un auteur anonyme du XVIIe siècle et l'Adoration des bergers à la crèche par Ambrogio Bon (1697).

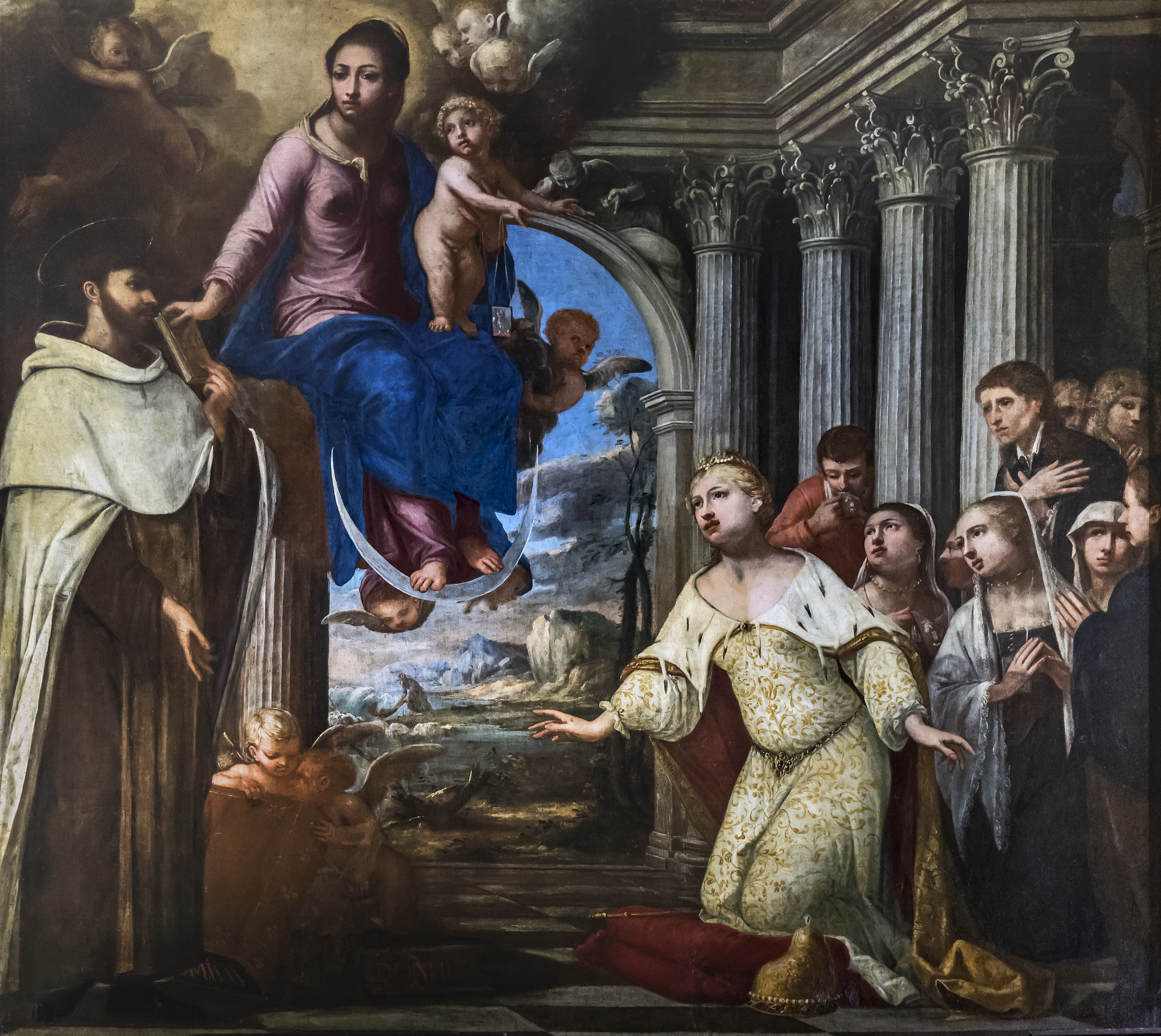
L'allégorie de Venise en habits de Doge agenouillée devant la Vierge
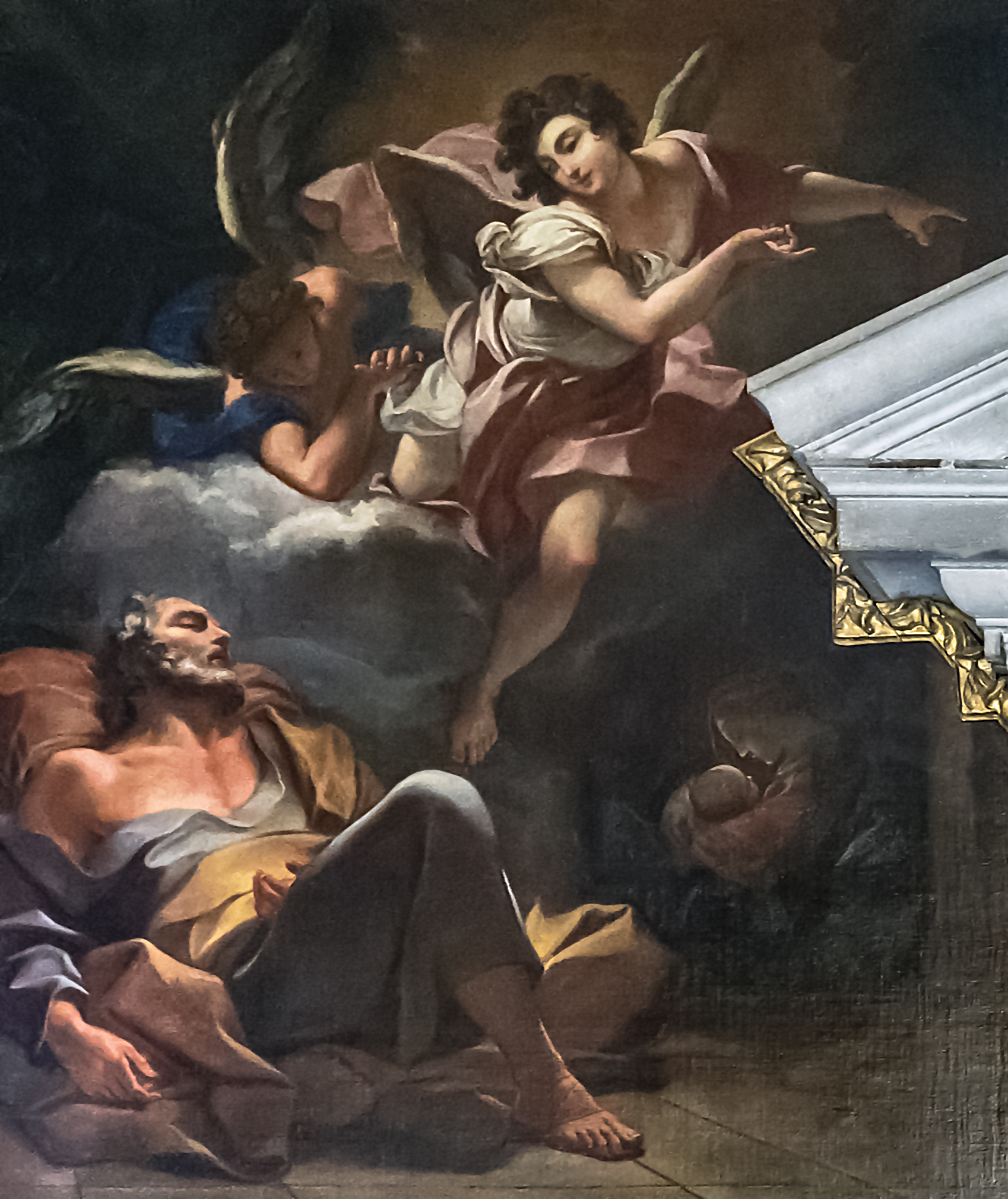
Le songe de Joseph par Antonio Balestra
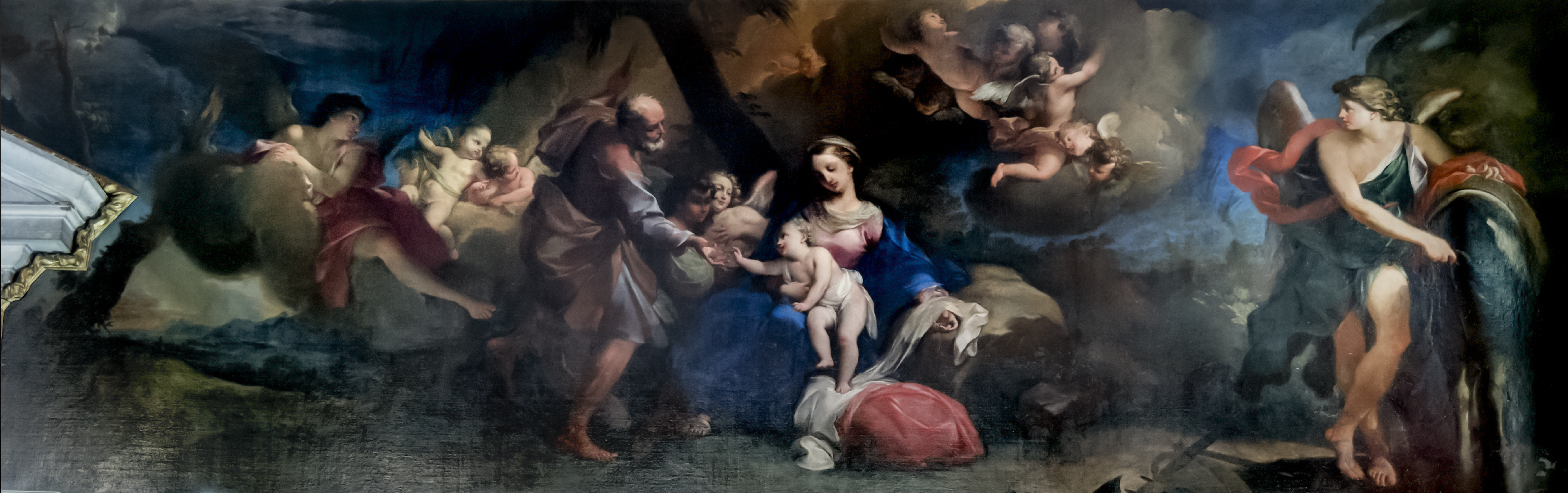
Le repos de la Sainte Famille en Egypte par Antonio Balestra
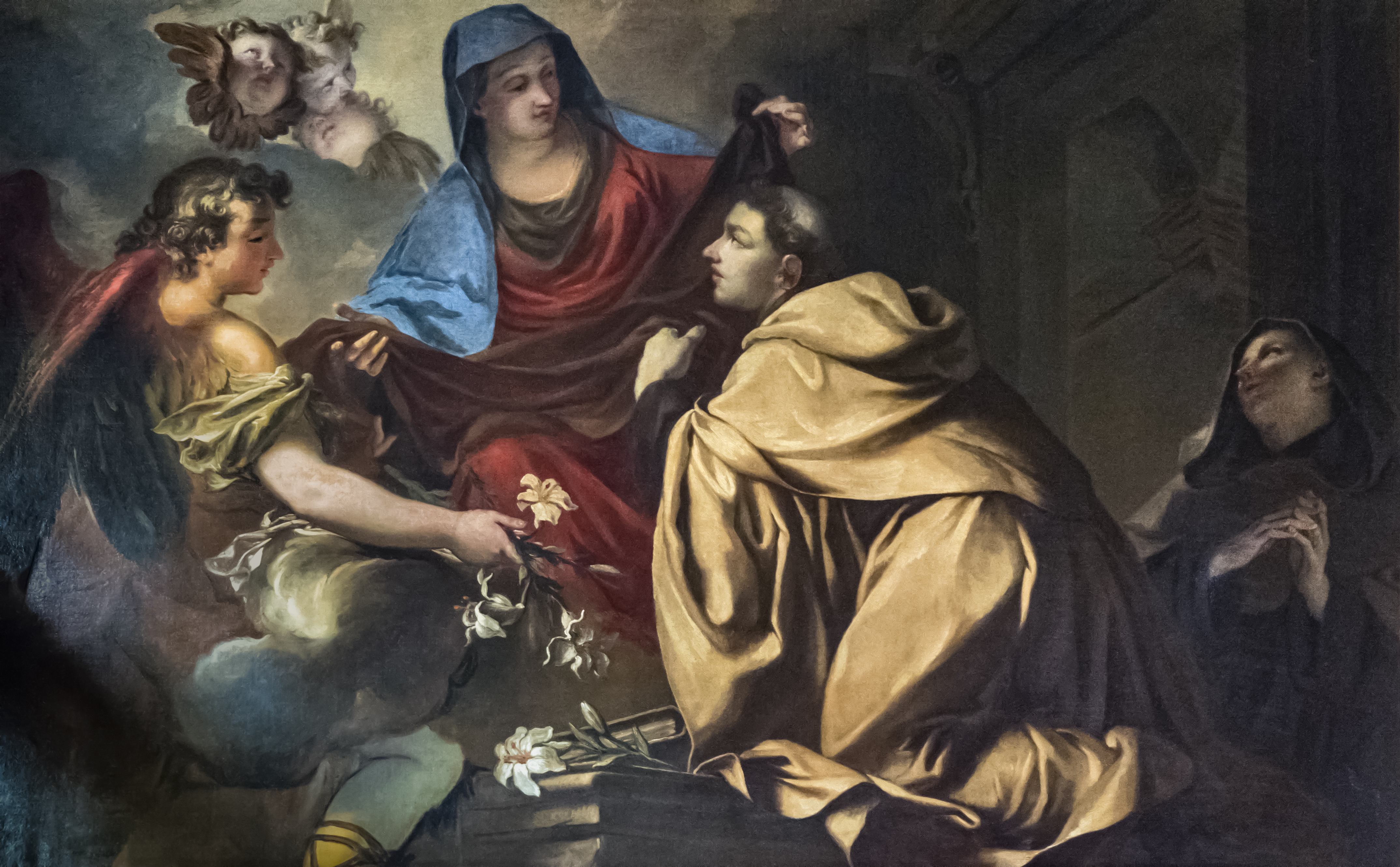
La vierge remet le scapulaire à saint Albert de Sicile
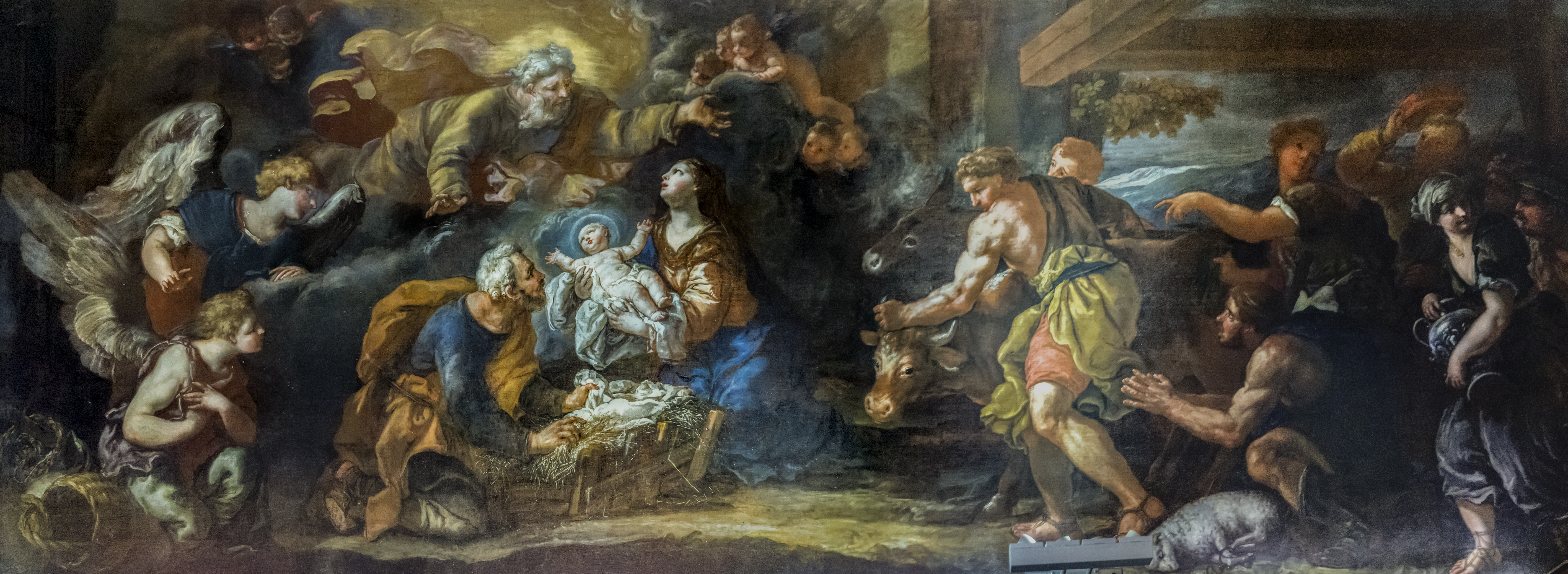
Adoration des bergers à la crèche par Ambrogio Bon

### Salle des archives
La Sala dell'Archivio a des murs lambrissés en bois précieux, l'œuvre du sculpteur Giacomo Piazzetta père du peintre Giovanni Battista Piazzetta. Au-dessus se trouve une série de peintures sur toile réalisées au milieu du XVIIIe siècle, par Giustino Menescardi.
La conception iconographique du plafond à caissons est du peintre vénitien Gaetano Zompini, mais la réalisation est de Giustino Menescardi. Le tableau central représente La Vierge apparaît au prophète Élie sur le mont Carmel.
Sur le mur face à l'armoire des archives un grand tableau de Gaetano Zompini : Esther s'évanouit devant Assuérus.
Sur le mur face aux fenêtres un tableau en deux parties de Giustino Menescardi : Le Martyre des frères Macchabées et sainte Salomé. Sur le mur de l'armoire des archives deux tableaux. Abigaïl apaise et désarme David indigné contre son mari Nabal par Giustino Menescardi et Rebecca au puits par Gaetano Zompini.
Dans l'antichambre une toile de Giovanni Battista Piazzetta Judith et Holopherne de 1745.

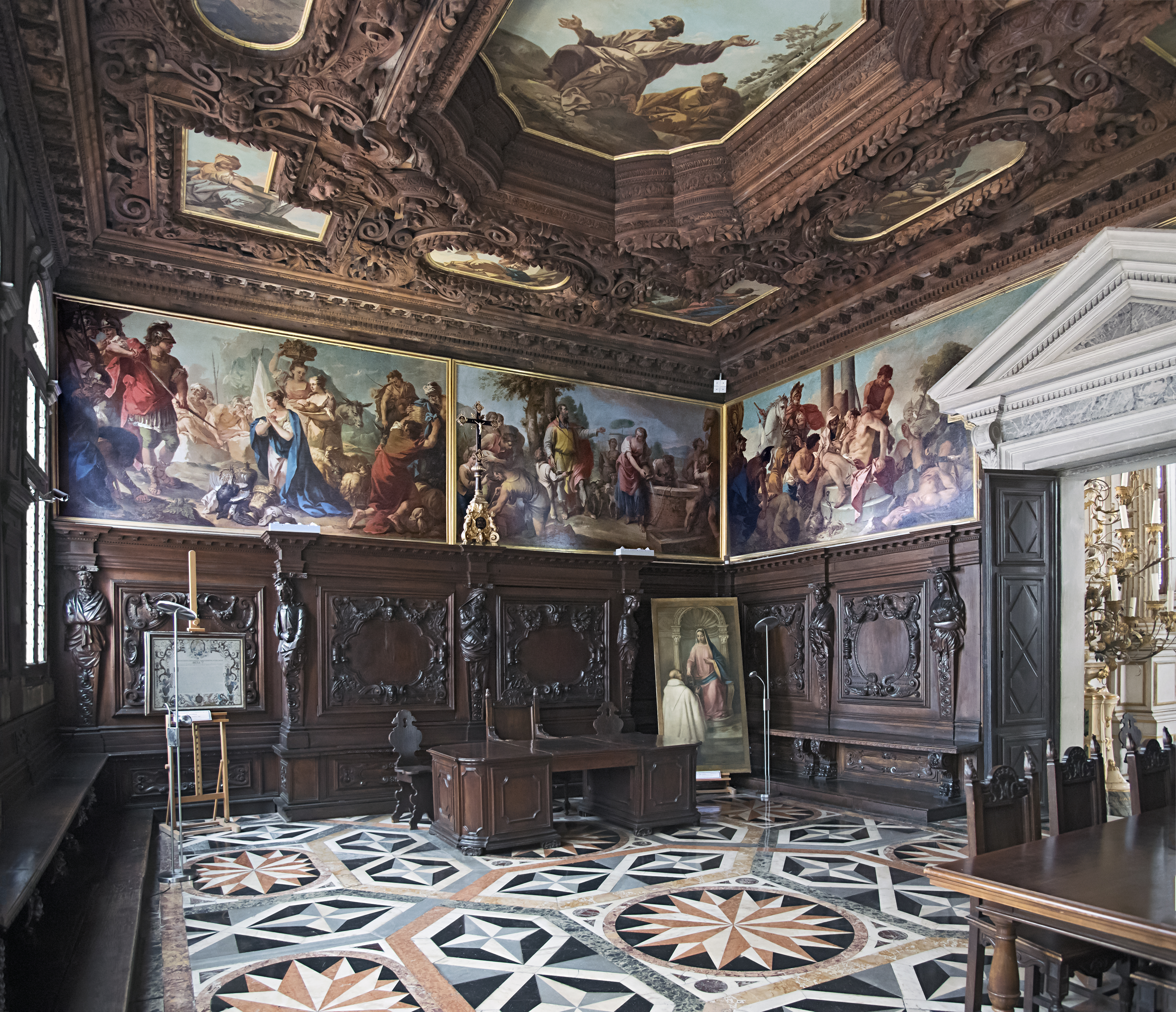
La Salle des archives
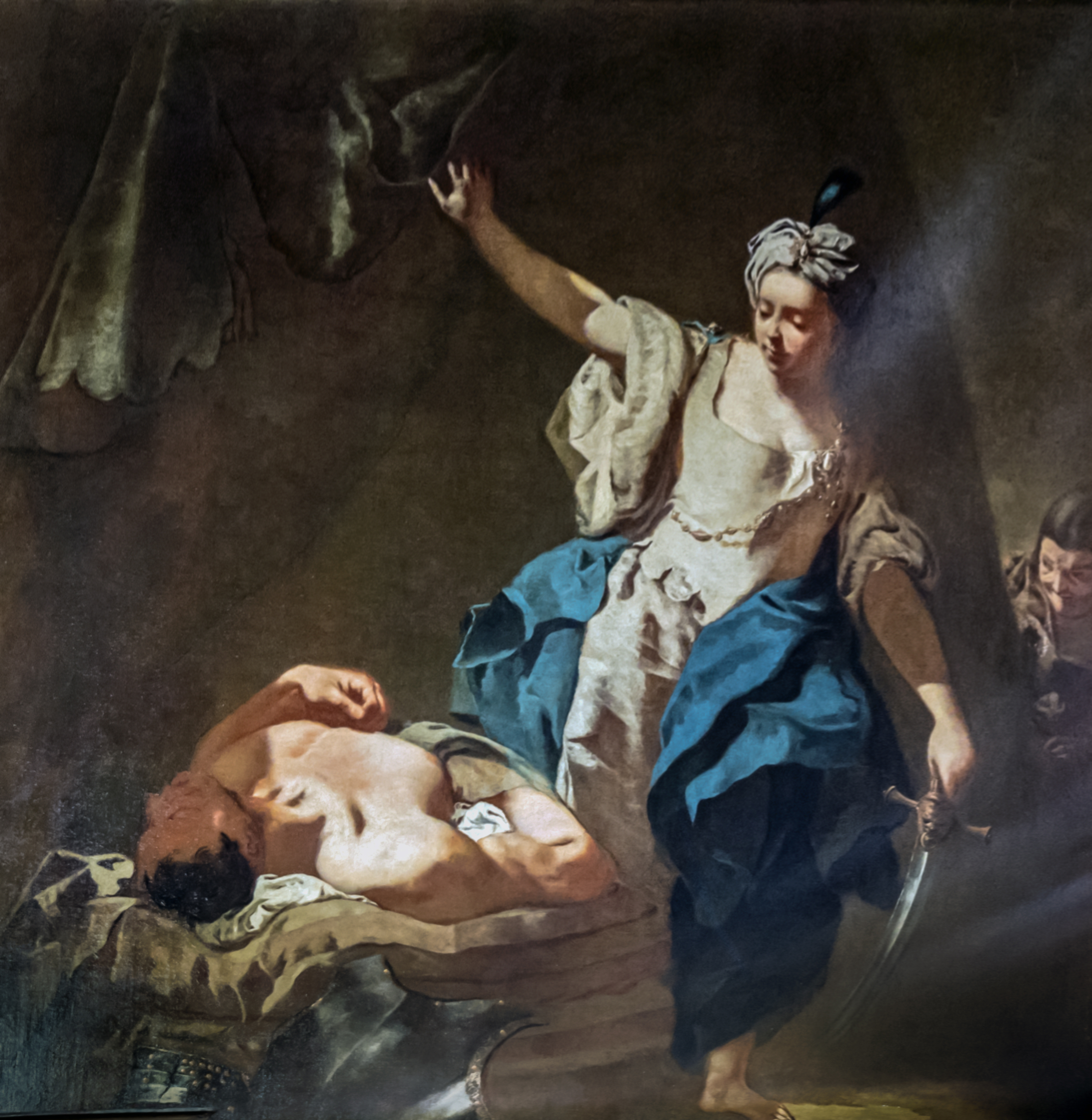
Judith et Holopherne Giovanni Battista Piazzetta

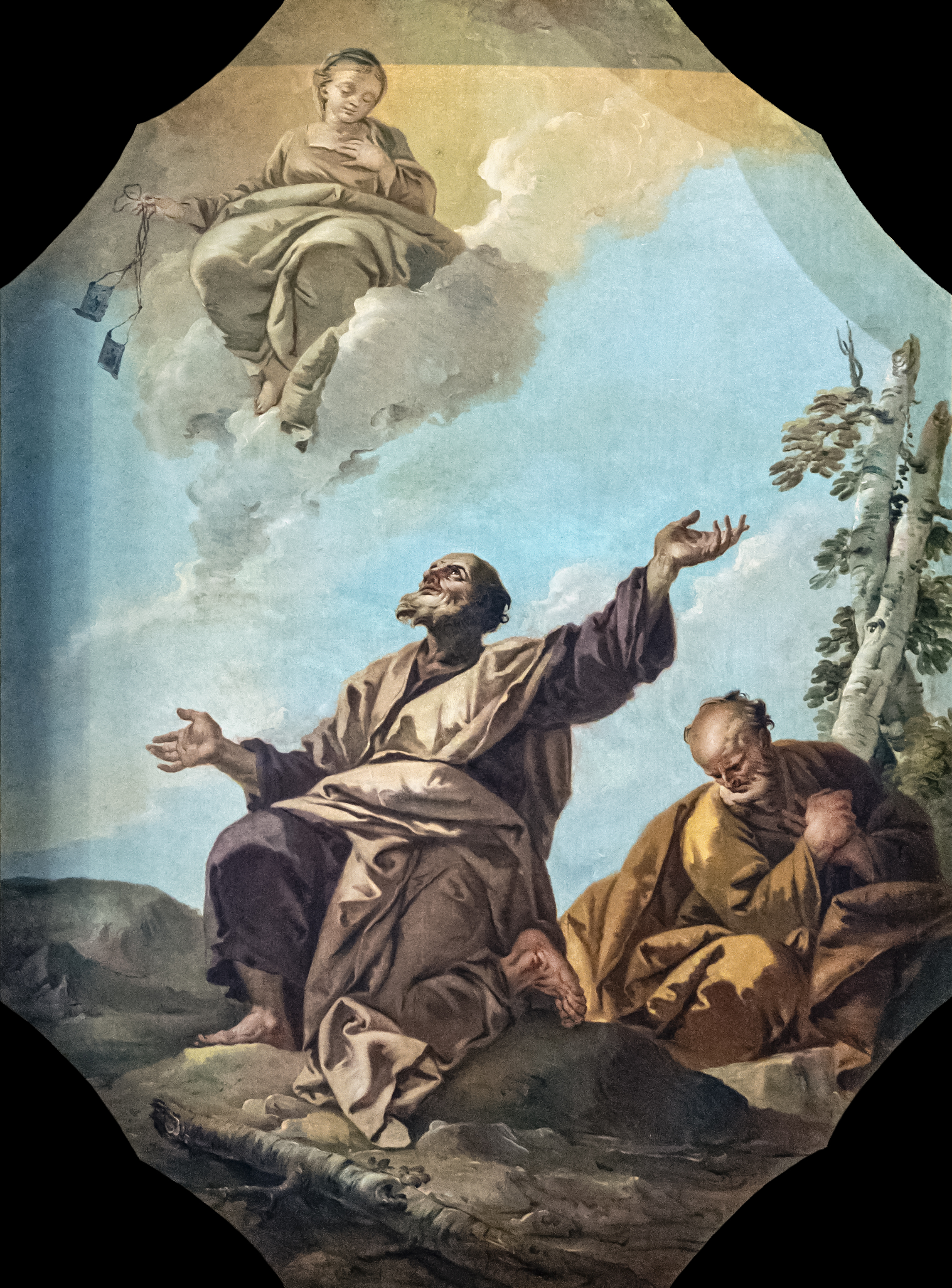
La Vierge apparaît au prophète Élie sur le mont Carmel Giustino Menescardi
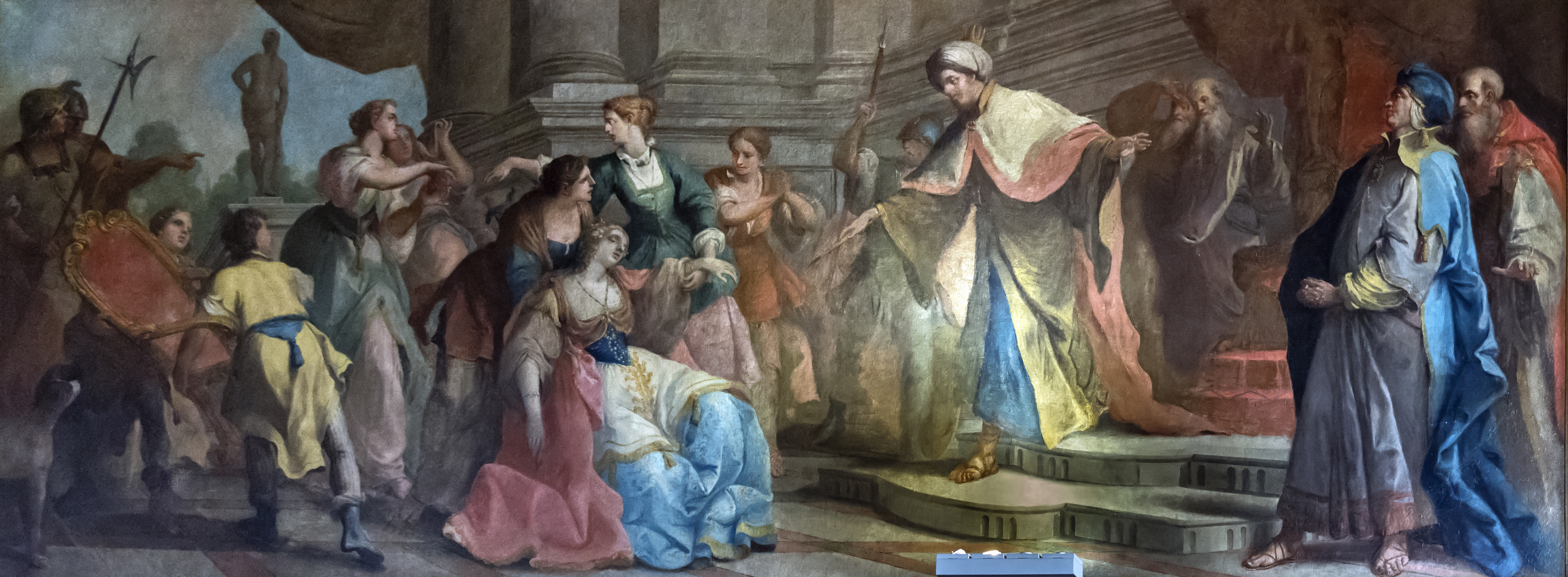
Esther s'évanouit devant Assuérus par Gaetano Zompini
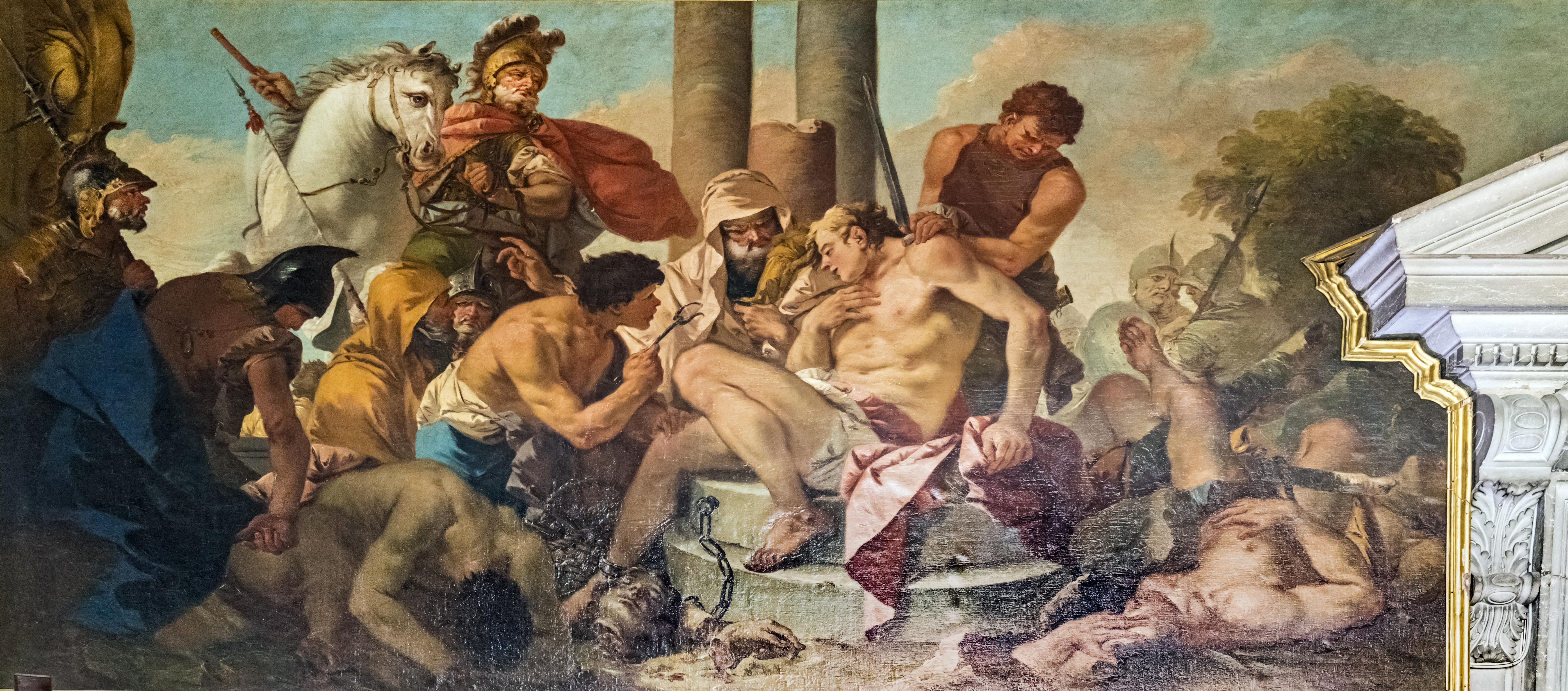
Le Martyre des frères Macchabées Giustino Menescardi
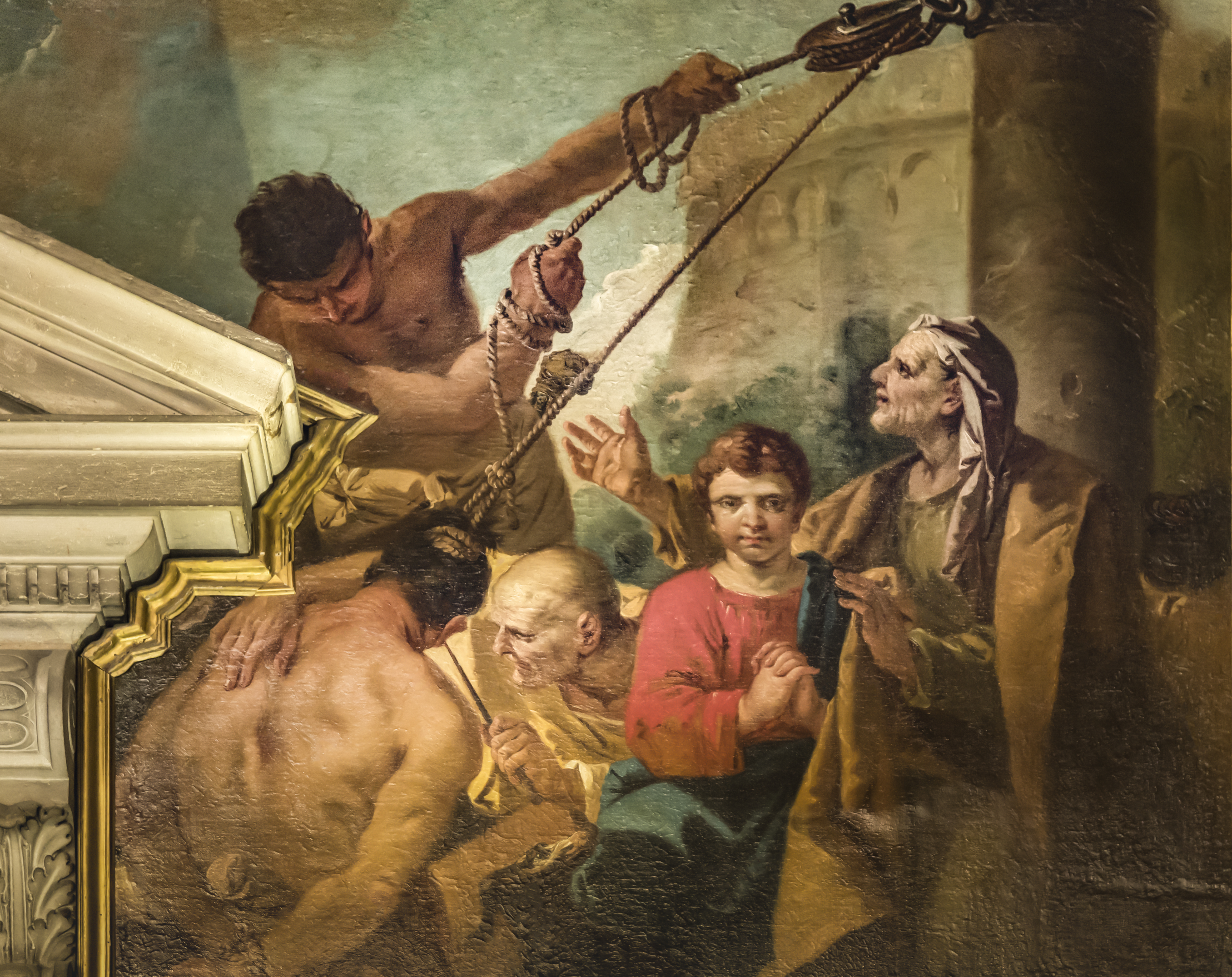
Le Martyre des frères Macchabées et sainte SaloméeGiustino Menescardi
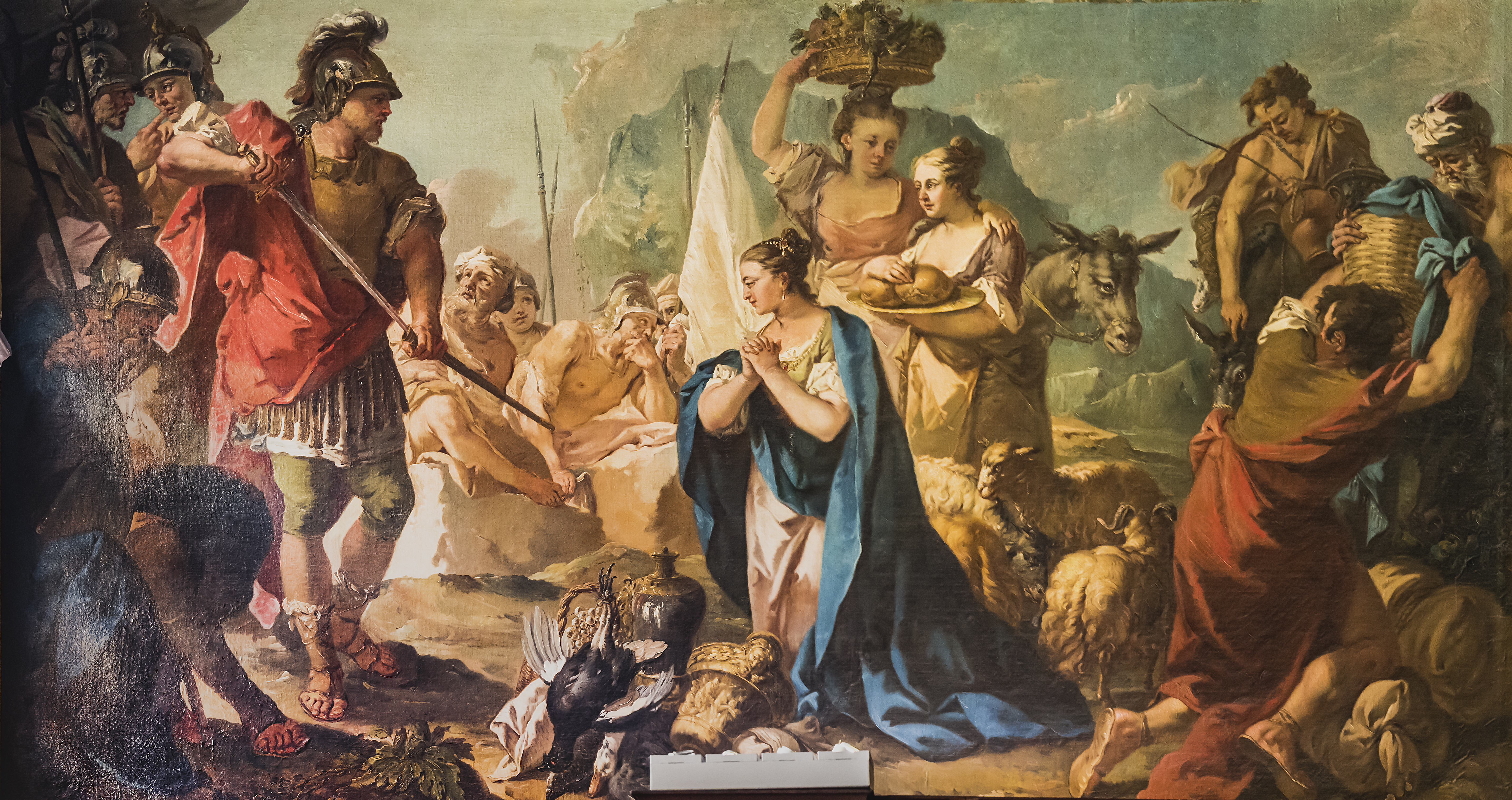
Abigaïl apaise et désarme David indigné contre son mari Nabal Giustino Menescardi
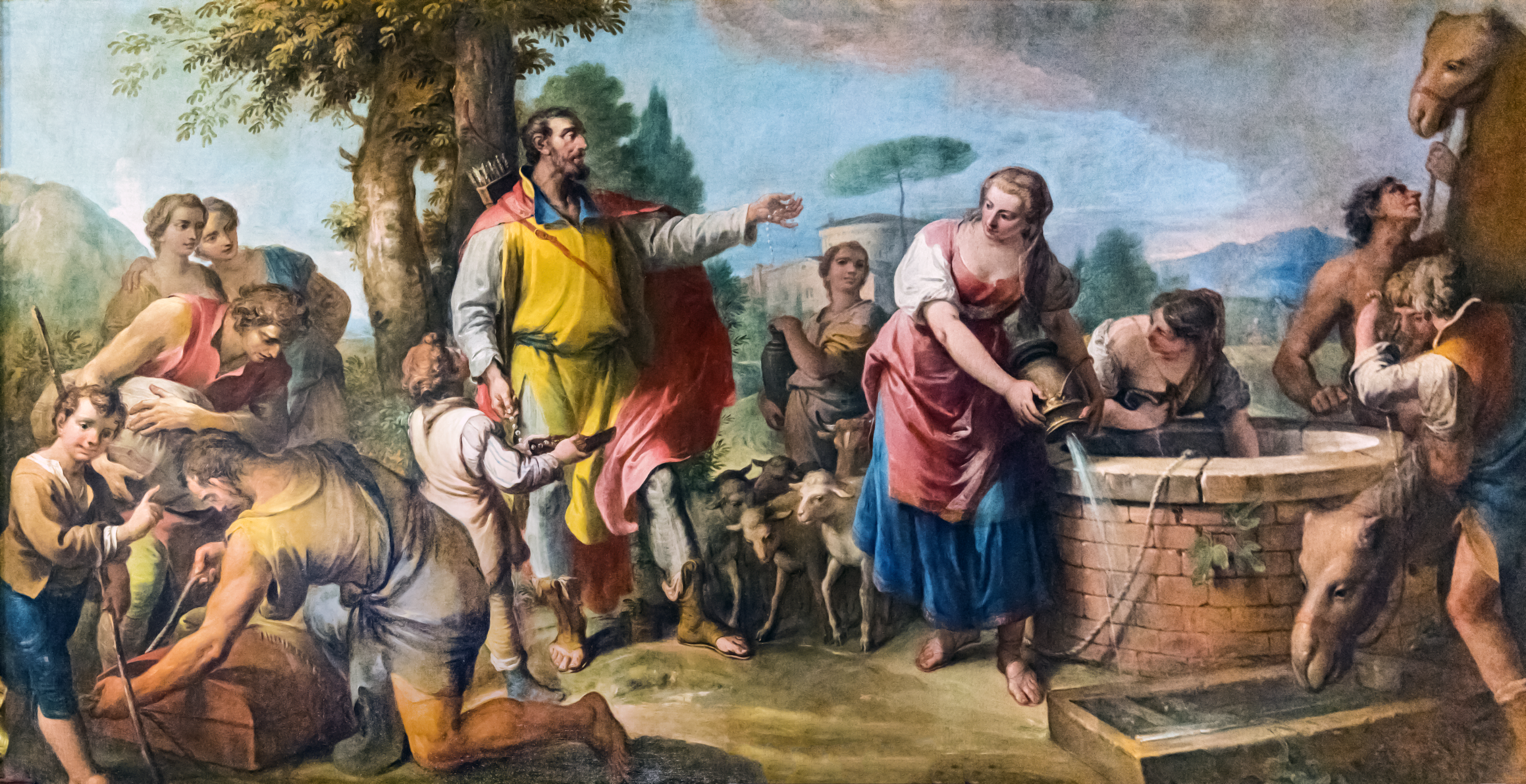
Rebecca au puits par Gaetano Zompini